# Club Athletico Paranaense
O Club Athletico Paranaense, mais conhecido como Athletico Paranaense, cujo acrônimo é CAP, é um clube de futebol brasileiro da cidade de Curitiba, capital do estado do Paraná. Foi fundado em 26 de março de 1924, a partir da fusão do International Foot-Ball Club e do América Futebol Clube. O Athletico é bicampeão da Conmebol Sul-Americana, conquistando os títulos em 2018 e 2021, sendo o único clube do estado a conquistar um campeonato internacional. Além disso, sagrou-se campeão brasileiro em 2001 e levantou a taça da Copa do Brasil em 2019. O Athletico também é campeão intercontinental, tendo conquistado a Levain Cup, em 2019, após derrotar Shonan Bellmare por um placar de 0x4.
Considerado por parte da opinião pública o maior clube fora dos doze grandes do futebol brasileiro, suas cores tradicionais são o vermelho e o preto, que lhe rendem a alcunha de rubro-negro. Manda seus jogos no Estádio Mário Celso Petraglia, mais conhecida como Arena da Baixada, que foi reinaugurado em duas fases: em 1999, após ser totalmente reconstruído; em 2014, após as reformas exigidas pela FIFA para receber os jogos da Copa do Mundo FIFA de 2014.
Do futebol paranaense, o Athletico é o único que conquistou títulos internacionais oficiais, a Copa Sul-Americana de 2018 e de 2021, além da Levain Cup-Sudamericana Final de 2019, e o único a conquistar a Copa do Brasil, também foi o primeiro a participar de uma competição nacional, a Taça Brasil de 1959, e a ter sido finalista da Copa Libertadores, feito ocorrido nas edições de 2005 e 2022. No Campeonato Brasileiro Série A, possui um título conquistado em 2001 e um vice-campeonato em 2004.
Dentre seus principais títulos, possui uma Levain Cup-Sudamericana (2019), duas Copas Sul-Americana (2018 e 2021), um Campeonato Brasileiro (2001), uma Copa do Brasil (2019), uma Seletiva para a Libertadores (1999) e outros vinte e oito títulos paranaenses, tendo disputado mais de 4.545 jogos em sua história. Com o bicampeonato da Copa Sul-Americana, o Athletico é uns dos maiores campeões da competição, juntamente com clubes como Boca Juniors e Independiente del Valle.
Na somatória de títulos oficiais de abrangência nacional e internacional de clubes brasileiros de futebol, sem contar títulos oficiais de abrangência estadual e regional, em setembro de 2019, o Athletico figurava como o mais vitorioso entre os não-fundadores do Clube dos 13, cujos membros fundadores são frequentemente considerados os maiores times do Brasil, então ocupando a 13ª posição. É até hoje o único clube não-fundador a ter ultrapassado membros fundadores em títulos de abrangência nacional e internacional. Em ranking de valor de marcas de clubes de futebol mais valiosas divulgado em 2022 por consultoria especializada (Sports Value), o Athletico é a quinta marca mais valiosa (2,094 bilhões) do Brasil e a primeira da Região Sul.
Em relatório divulgado no ranking da IFFHS (Federação Internacional de História e Estatísticas do Futebol), o Athletico foi eleito o 10º melhor clube do mundo em 2021.
Seu principal adversário local é o Coritiba Foot Ball Club, com quem faz um dos clássicos de maior rivalidade do futebol brasileiro, o Atletiba. Também possui rivalidade com o Paraná Clube, cujo duelo se chama Paratico ou Derby da Rebouças.
Em 2023, o clube teve um faturamento de R$ 898,9 milhões.

## História

### Origens
Em 1912, Joaquim Américo Guimarães reuniu um grupo de amigos e fundou o International Foot-Ball Club, que tinhas as cores preta e branca no seu uniforme e disputava torneios na baixada da Água Verde. Nos torneios internos organizados pelo Internacional, entravam em campo times secundários, formados por sócios do clube, um desses grupos decidiu dar o grito de independência e, no dia 24 de maio de 1914, fundou o América Futebol Clube que utilizava as cores vermelha e branca, seu primeiro presidente foi o capitão Augusto do Rego Barros. América e Internacional passaram então a disputar partidas amistosas e logo se tornaram adversários também na disputa do campeonato estadual. O Internacional venceu o primeiro, em 1915. O América levantou o troféu em 1917. Entre os irmãos, surgia uma rivalidade com equipes independente até 1924, os dois clubes se fundiram novamente em 21 de março daquele ano, dando origem ao Club Athletico Paranaense (grafia original e de época).
Vale ressaltar, que a fusão entre Internacional e América, não se deu com todas as facilidades. Sabe-se que o América surgiu de dentro do próprio Internacional, sendo por algum tempo o seu segundo time. Mas cresceu, começou a dar mostras pessoais. A camisa era outra e o fator origens, o fator berço, por um rápido momento passou a deixar de contar.
O América virou rival, essa rivalidade na verdade era falsa, pois tudo continuava em casa, inclusive as amizades presentes nas duas bandeiras. As diferenças se davam mais pelo fato de ser outra equipe, embora na pratica nem chegasse a ser outro clube, tal como Coritiba e o Britânia. Encontrava-se, ainda, praticamente na casca. Mas possuía personalidade e isso dava ao América força.
Unir as forças de Internacional e América na força da amizade, seria o surgimento de um novo clube imbatível dentro do futebol paranaense, era o que pensava os intelectuais de ambos os lados, reunidos em mesas de café em diversos encontros ponderando sobre a possibilidade.
Contudo, não existia unanimidade. Alguns componentes do lado do América, eram frontalmente contrários a fusão, pois imaginavam que seriam totalmente absorvidos pelo Internacional, inegavelmente mais poderoso, e se afastaram, voltando somente após a conclusão da fusão, assegurando que se tratava de um novo clube com cores e bandeiras totalmente diferentes do Internacional.

#### O primeiro jogo

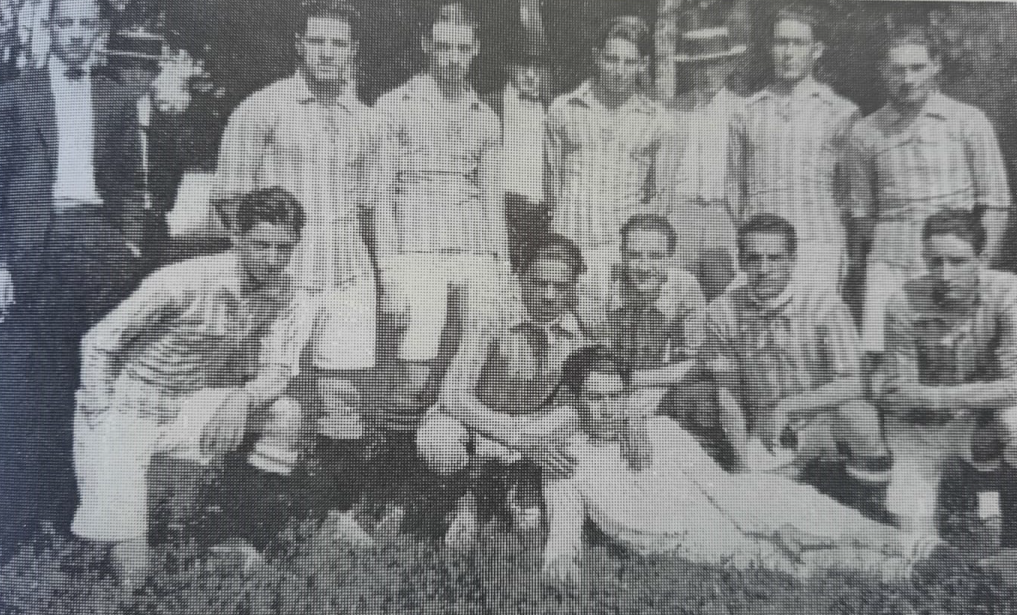
Primeira partida do Athletico, utilizando o uniforme do Internacional em 06/04/1924.

A primeira partida de futebol (amistosa) que a nova agremiação realizou foi no dia 6 de abril de 1924, contra o Universal FC. e obteve vitória por 4 a 2. O time jogou com Tapyr, Marrecão e Ferrário; Franico, Lourival e Malello; Smythe, Ari, Marreco, Maneco e Motta.
Para essa partida não foi possível utilizar o novo uniforme, que ficaria pronto apenas 15 dias subsequentes, confeccionadas para serem utilizadas no Torneio Início de 1924, sendo assim o clube precisou jogar o amistoso com o antigo uniforme do Internacional, escolhido na ocasião devido a sua prevalência na fusão. Atlético Paixão de um Povo. [S.l.: s.n.] 1994
Os gols foram marcados por Marreco, Ari (2) e Malello. O árbitro foi José Falcine, atleta do Savoia, que mais tarde jogou no Rubro-Negro.

### Décadas

#### Década de 1920

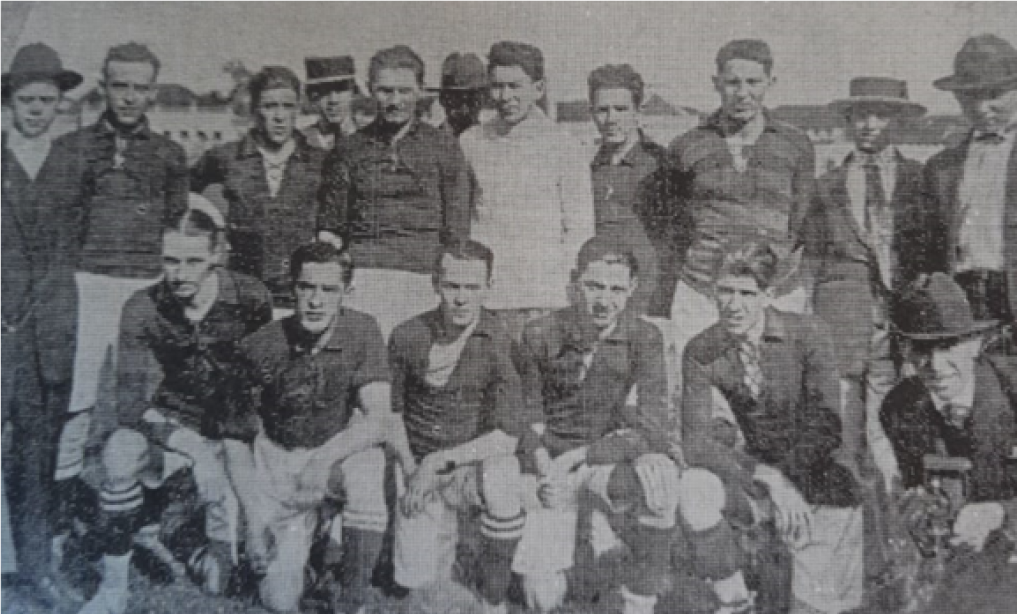
Torneio Início de 1924, a primeira competição oficial disputada.

Com a união de forças, o clube formou um time reforçado e pôde fazer frente aos mais temíveis esquadrões existentes, como o Britânia, o Savoia, o Palestra Itália e o Coritiba.
Em 1924, seu ano de fundação, foi vice-campeão do Torneio Início, e na sua primeira participação no Campeonato Paranaense, terminou na 5ª colocação.
Em 1925, realizando uma campanha brilhante, conquistava seu primeiro título de campeão paranaense.
Foi vice-campeão estadual três vezes seguidas em 1926, 1927 e 1928.
Em 1929, ganhou pela segunda vez o Campeonato Paranaense, e pela primeira vez na história de forma invicta.
Em 1930, ganhou o título de bicampeão paranaense pela primeira vez em suas história, com duas vitórias sobre o Coritiba por 3x2 durante o campeonato. A partida que consagrou o bicampeonato foi na segunda vitória sobre o Coritiba, em 28 de dezembro de 1930, em uma verdadeira guerra campal com o resultado de 3x2 para o Rubro-Negro (gols de Zinder Lins, Marreco e Levoratto). A última partida do certame de 1930 o time não compareceu, para comemorar com a sua torcida. Este jogo era para ser com o Palestra Itália. Outro feito notável nesse ano, aconteceu no dia 21 de julho, quando em partida amistosa venceu o poderoso Corinthians por 1x0, gol de Marreco, além de ter realizado outros dois amistosos contra Caxias-SC (então último campeão catarinense) e a seleção da cidade da Lapa, vencendo ambos os jogos com o mesmo placar de 10x1.

#### Década de 1930

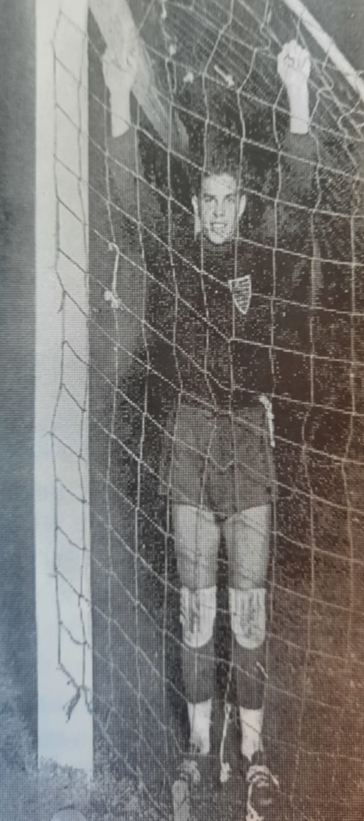
Em 1933 Caju, um dos grandes ídolos do clube, iniciava sua jornada no Athletico.

O clube era a melhor equipe do futebol paranaense no início da década de 1930, mantendo os mesmos jogadores que haviam se sagrado campeões em 1929 e 1930. Os reforços de Chumbinho e Érico, o clube tornou-se uma equipe que se impôs aos adversários.
Em 1932, o time não obteve um bom desempenho, e acabou o campeonato de fora dos 5 primeiros colocados.
Em 1933, a temporada ficou marcada pelo Atletiba da Gripe, onde o Athletico no dia 21 de maio com um time gripado venceu o maior rival pelo placar de 2x1. O Jornal O Dia, no dia seguinte, abriu a edição assim: Raça 2x1. Outro fato importante nesse ano, foi a estreia no dia 30 de julho de um jovem goleiro de 18 anos: Caju, que no decorrer da história se tornaria um dos maiores ídolos do Athletico.
Em 1934, o Athletico Paranaense já era proprietário, em definitivo, do terreno da Baixada da Água Verde, e o estádio passou a ser denominado de Joaquim Américo Guimarães, sugestão de Alcídio Abreu, para homenagear o grande desportista que havia morrido em 1917. Nesse ano, o Rubro-Negro voltou a ter uma equipe competitiva e fez bonito. Sagrou-se campeão paranaense de 1934. Na equipe campeã desse ano figurava como goleiro, o jovem Alfredo Gottardi, o "Caju", que viria a ser o maior ídolo de todos os tempos da torcida athleticana.
Em 1935, o Rubro-Negro não repetiu a boa campanha do ano anterior, e terminou o campeonato de um turno único de fora das primeiras colocações.
Em 1936, com apenas 12 anos de existência, o Athletico Paranaense conquistava seu quinto título paranaense, e mais uma vez, de forma invicta. Nesse mesmo ano, levantou pela primeira vez na história o troféu do Torneio Início.
Em 1937, o Athletico iniciou a construção da arquibancada de concreto no Joaquim Américo (feito inédito para os estádios paranaenses), demolida somente em 1991. Já no futebol, o clube foi vice-campeão estadual.
Em 1940, o campeonato estadual foi muito disputado. Athletico e Ferroviário lideraram o certame. O tricolor ferroviário conquistou o 1º turno, enquanto o Rubro-Negro laureou-se no segundo. Era preciso uma decisão em "melhor de três pontos" para se conhecer o campeão. Em virtude de uma confusão acontecida no último jogo do returno, estava empatado o clássico em 2 a 2, quando o Ferroviário fez um gol, prontamente anulado pelo árbitro em razão de um impedimento. O Britânia Sport Club não se conformou e abandonou o campo aos 35 minutos do 2º tempo. O Tribunal de Justiça da Federação Paranaense de Futebol, julgando o caso, deu vitória ao Athletico - 3 a 2, pois o Ferroviário se negara a continuar jogando. Este motivo anulou a "melhor de três". O clube ficou 180 dias suspenso e o Athletico Paranaense foi considerado campeão paranaense de 1940.

#### Década de 1940
Em 1941, ficou com o vice-campeonato, após uma série de disputa em 3 partidas contra o Coritiba.
Em 1942, terminou o estadual em 3° lugar. Nesse mesmo ano, pela primeira vez na história, o Athletico teve 2 jogadores convocados pela Seleção Brasileira de Futebol, Caju e Joanino foram selecionados para a disputa do Campeonato Sul-Americano disputado no Uruguai.
Em 1943, o diretoria trouxe para o elenco o técnico e dois jogadores da Seleção Paraguaia de Futebol. Com a equipe reforçada e com mais qualidade, o Rubro-Negro voltou a mandar no campeonato. Dois turnos bem disputados. Coritiba campeão do primeiro turno e Athletico do segundo. Novamente, uma "melhor de três pontos" teria que acontecer, o time da baixada venceu os dois Atletibas por 3 a 2 e a torcida festejou o título de campeão paranaense.
Em 1944, o Rubro-Negro foi vice-campeão estadual. Como destaque do período, nesse mesmo ano Jackson que viria ser um dos grandes craques do futebol paranaense, iniciou sua carreira no Athletico.
Em 1945, o campeonato seria decidido no maior clássico do futebol paranaense. O Athletico Paranaense foi campeão do 1º turno de forma invicta. O Coritiba foi o campeão do 2º turno. Seria realizada uma "melhor de três" para decidir o título. Foram partidas para entrarem na história do futebol paranaense. O Coritiba venceu a primeira por 2x1, no Belfort Duarte, atual Couto Pereira. A segunda foi vencida pelo clube da Baixada em casa, por 5x4. A terceira partida foi marcada para o Estádio Belfort Duarte. Foi um jogo muito disputado. Terminou empatado no tempo normal, 1x1. O jogo foi para a prorrogação. Aos sete minutos o atacante Xavier, do Athletico, fez o gol da vitória. Coritiba 1x2 Athletico Paranaense. A torcida fez uma das maiores festas, com carreatas, fogos de artifício e cânticos até o raiar do sol.
Em 1947, foi lançada a pedra fundamental para a construção do antigo Ginásio do Estádio Joaquim Américo.
Em 1948, o Athletico participou de um amistoso contra o Botafogo, para a inauguração dos refletores do Estádio General Severiano. No campeonato estadual, terminou o certame como vice-campeão.
Em 1949, o Athletico Paranaense foi um "Furacão" que passou pelos campos do Paraná. Com a manchete de primeira página no extinto jornal Desportos Ilustrados do dia 20 de maio de 1949 anunciando a goleada do Athletico em cima do Britânia (no domingo, dia 19 de maio) em letras garrafais: O “Furacão” Levou o “Tigre” de Roldão, nasceu o apelido do Rubro-Negro paranaense. Não só o time de "49", como os demais times formados pelo clube, receberam o carinhoso apelido de Furacão e assim sendo, o termo furacão foi inserido no hino athleticano, não só para idolatrar o esquadrão de 1949, que arrasou todos os adversários com placares acima de quatro gols, mas também para representar a força que o clube tem junto a sua torcida e o receio e o respeito que seus adversários devem ter nos confrontos dentro das quatro linhas. O Desportos Ilustrados, naquela edição de segunda-feira, 20 de maio de 1949 e sua manchete, não imaginava o momento histórico que estampava em sua primeira página. A partir daquele dia as manchetes de todos os jornais paranaenses só falavam do "Furacão" rubro-negro que liquidava as equipes adversárias sempre com goleadas. Em 1949 foram onze goleadas seguidas (recorde quebrado apenas 59 anos depois), tornando-se campeão paranaense daquele ano.
Nesse mesmo ano (1949) foi o primeiro clube paranaense em uma excursão internacional, na viagem para o Paraguai enfrentou Olímpia, Cerro Porteño e o Nacional, ganhando somente do Nacional por 4x1, líder do campeonato nacional paraguaio em curso na época.
Em 1950, fechando a década, não repetiu a excelente campanha de 1949 e terminou o estadual na 5ª colocação.

#### Década de 1950
Em 1954, o destaque da temporada, foi a conquista foi o Torneio João Todeschini de forma invicta.
Em 1958, o Athletico conquistou o único estadual da década de 50, a partida que rendeu o título da temporada foi realizada em Paranaguá, com uma vitória de 4x3 sobre o Rio Branco.
Em 1959, a equipe rubro-negra, campeã de 1958, com a comissão técnica formada Jackson Nascimento e Caju e Pedro Sthengel Guimarães, conquistou o direito de representar o Paraná na primeira Taça Brasil em 1959, além de ser o primeiro clube paranaense a disputar um campeonato nacional. A estreia do furacão foi no domingo, 23 de agosto, na cidade catarinense de Tubarão aonde conseguiu uma vitória por 2 a 1 no Hercílio Luz. Nesta partida, comandada pelo capitão "Tocafundo" e com gols do ponta-esquerda Tião aos 9 minutos do primeiro tempo e do atacante Gaivota aos 30 minutos do segundo tempo, o Rubro-Negro fez um jogo histórico.

#### Década de 1960
Em 1963, o elenco que ficou conhecido como os "universitários atleticanos" (devido a muitos cursarem universidades) terminou o estadual na 4ª colocação.
Em 1967, a situação financeira do clube era desfavorável, e com uma campanha de somente três vitórias, onze empates e quatorze derrotas, foi rebaixado para a segunda divisão do Paranaense. Foi o presidente Jofre Cabral e Silva que conseguiu tirar o time da segunda divisão, trazendo os campeões mundiais de 1962 Djalma Santos e Bellini, formando um time competitivo para1968.
Em 1968, Jofre Cabral acabou morrendo devido a um infarto durante uma partida do clube, declarando momentos antes “Não deixem - nunca - morrer o meu Atlético!”. Nesse mesmo ano o Athletico venceu o torneio Jofre Cabral e garante o direito de representar o Estado do Paraná na 2ª edição do Torneio Roberto Gomes Pedrosa (Robertão), conseguindo vitórias expressivas sobre esquadrões como Santos, Corinthians e Internacional, assim como contra Náutico e Fluminense. Outro fato importante desse ano no Robertão, foi o recorde de público do Estádio Durival Britto e Silva na vitória diante do Santos com cerca de 24.303 torcedores presentes, marca até hoje não batida. Já no estadual, o Rubro-Negro ficou com o vice-campeonato.
Em 1969, Bellini encerrou sua carreira após dois anos atuando pelo Athletico. Já no estadual, terminou o campeonato na 5ª colocação.
Em 1970, fechando a década, o clube conquistou o título de campeonato paranaense depois de 12 anos de jejum, goleando o Seleto por 4x1 jogando fora de casa. Barcímio Sicupira, um dos maiores ídolos do clube, foi artilheiro do campeonato com 20 gols, e Djalma Santos conquistava seu último título da carreira aos 41 anos de idade.

#### Década de 1970
Em 1971, Djalma Santos encerrou sua vitoriosa carreira atuando pelo Furacão. No estadual, o Athletico terminou o campeonato na 4ª colocação.
Em 1973, participou pela primeira vez do Campeonato Brasileiro (modelo atual) terminando na 28ª posição. No campeonato estadual ficou novamente com o vice-campeonato.
Em 1978, terminou o Campeonato Brasileiro na 62ª posição, já no estadual foi vice-campeão. O destaque desse ano foi o milagre de Ziquita diante do Colorado, no qual fez 4 gols depois dos 30 minutos do segundo tempo, empatando o jogo em 4x4.
Em 1980, o Athletico disputou a Taça de Prata do Campeonato Brasileiro (pela primeira vez na história), equivalente a Série B atual, terminando o certame na 25ª colocação. Já no estadual, fechando a década sem títulos, terminou o campeonato na 9ª colocação.

#### Década de 1980
Em 1982, depois de 12 anos de jejum, o Athletico foi novamente campeão paranaense com os jogadores Washington e Assis, liderando o time. No Campeonato Brasileiro, terminou o certame na 32ª colocação do campeonato nacional.
Em 1983, pela segunda vez na sua história o Athletico conquistou um bicampeonato estadual. Com o "Casal 20", como ficou conhecido a dupla Washington e Assis, o Rubro-Negro obteve o terceiro lugar no Campeonato Brasileiro de futebol de 1983 (melhor colocação até 2001), e no último jogo do clube nesta competição (Athletico 2 x 0 Flamengo), houve o recorde de público (marca que possivelmente nunca será ultrapassada pelas modificações que o estádio passou) no estádio Couto Pereira, com 67.391 pessoas.
Em 1985 campeã paranaense.
Em 1986, o Rubro-Negro foi 7º colocado no estadual e 18º no Campeonato Brasileiro.
Em 1987, o Athletico disputou o Módulo Amarelo da Copa União e foi eliminado nas semifinais para o Guarani. No estadual ficou com o vice-campeonato.              
Em 1988 campeã paranaense.
Em 1989, foi rebaixado a segunda divisão brasileira pela primeira vez na história. No campeonato estadual foi 3º colocado.
Em 1990, fechou a década com o titulo do campeonato estadual. Na Série B chegou pela primeira vez a uma decisão nacional, perdendo o título para o Sport, porém conquistando o acesso a Série A de 1991.

#### Década de 1990
Em 1991, ficou na 17ª posição no Campeonato Brasileiro e no estadual foi vice-campeão.
Em 1992, o clube iniciou a campanha para reconstrução da "Baixada" (Estádio Joaquim Américo).
Em 1993, foi rebaixado para a segunda divisão do campeonato nacional e terminou o estadual na 3ª colocação.
Em 1994, termina a reconstrução do seu estádio, e o estádio volta a receber jogos do Athletico depois de 9 anos. Pelo campeonato nacional da segunda divisão, o clube não consegue o acesso, e no estadual fica na 4ª colocação.
Em 1995, depois de perder de 5x1 para seu rival, Coritiba, assumiu uma nova diretoria, onde lançaram o "Atlético Total", um novo projeto estratégico do clube. O então novo presidente, Mário Celso Petraglia, iria mudar para sempre a história do clube, incluindo uma mudança do nome institucional do estádio do clube em 2024 para o seu nome. O clube, no mesmo ano, aos 71 anos, conquistou o primeiro título nacional da sua história, sendo Campeão Brasileiro da Série B em cima do seu maior rival, o Coritiba.
Em 1996, termina o Campeonato Brasileiro entre os 8 melhores colocados, e no Paranaense fica com o 3º lugar.
Em 1997, o antigo estádio Joaquim Américo foi demolido para a construção de uma nova arena moderna.
Em 1998, depois de 8 anos voltou a ser campeão paranaense, vencendo o Coritiba após uma série de 3 jogos, além de conquistar a Copa Paraná.
Em 1999, o clube inaugurou o estádio mais moderno da América Latina, na época, com um jogo amistoso entre Athletico e Cerro Porteño, do Paraguai. A partida terminou 2 a 1 para a equipe rubro-negra. Dois dias depois, ainda em virtude da inauguração do estádio, a Seleção Brasileira de Futebol disputou um amistoso contra a Seleção da Letônia, proveniente do Leste Europeu. O jogo terminou 3 a 0 para o Brasil. No mesmo ano, levantou o segundo título nacional da sua historia através de uma competição organizada oficialmente pela CBF, sendo campeão da Seletiva da Libertadores em final realizada contra o Cruzeiro, garantindo o direito a vaga no torneio continental do ano seguinte. No período a camisa rubro-negra foi guardada na cápsula do tempo instalada no Museu Americano de História Natural, em Nova Iorque, aonde objetos foram selecionados ao redor do mundo para representar a raça humana no terceiro milênio. Para representar a paixão da humanidade pelos esportes, um único artigo foi selecionado: a camisa do Club Athletico Paranaense.
Em 2000, foi campeão paranaense e disputou pela primeira vez na sua história a Libertadores da América, na fase de grupos se classificou em primeiro colocado fazendo 16 dos 18 pontos disputados, só empatando uma vez, contra o Emelec, no Equador. Só não fez a melhor campanha geral da primeira fase por um gol de saldo: os colombianos do América de Cali, no Grupo 6, igualaram a pontuação dos paranaenses, mas tiveram saldo 10 contra 9 do Rubro-Negro. Nas oitavas de final, enfrentou o Atlético Mineiro em duas partidas, sendo eliminado da competição nas penalidades.

#### Década de 2000
Em 2001, o Furacão levantou o seu terceiro título nacional oficial, vencendo pela primeira vez o Campeonato Brasileiro da Série A (final contra o São Caetano, onde ganhou por 4x2 em casa e 0x1 fora), com a conquista do "Brasileirão", Alex Mineiro consagrou-se como ídolo do clube.
Em 2002, foi pela primeira vez tricampeão estadual, e disputou pela segunda vez a Libertadores da América. Nesse mesmo ano foi vice-campeão da Copa Sul Minas, sendo derrotado pelo Cruzeiro na disputa do título regional.
Em 2003, conquistou a Copa Sesquicentenário.
Em 2004, foi vice campeão do Campeonato Brasileiro, com o artilheiro Washington marcando um recorde histórico de trinta e quatro gols numa única edição do Campeonato Brasileiro. Nesse mesmo ano, foi firmada uma parceria com a empresa fabricante de aparelhos celulares japonesa Kyocera, renomeando o estádio para Kyocera Arena.
Em 2005, foi campeão paranaense e disputou pela primeira vez uma final Continental pela Libertadores da América, aonde o clube não pôde fazer o 1º jogo da decisão em seu estádio, que mesmo sendo considerado na época como o mais moderno da América Latina, não possuía a capacidade mínima de 40 mil lugares exigida pelo regulamento. Mesmo assim, a diretoria investiu, em regime de urgência, 1 milhão de reais na construção de arquibancadas móveis para dar capacidade ao estádio para mais de 42 mil pessoas. Mesmo com a autorização oficial de uso das arquibancadas, após vistoria do Corpo de Bombeiros e o órgão oficial de engenharia responsável pela vistoria entregues à CONMEBOL, a entidade transferiu o jogo para o Estádio Beira-Rio e o resultado da partida foi o empate por 1x1. Na segunda partida, no Estádio do Morumbi, o Rubro-Negro perdeu a partida, levando quatro gols no final do jogo, diante de mais de 70 mil torcedores e perdendo o título da Copa Libertadores da América. No mesmo ano após 10 anos de contenda judicial, o clube firmou acordo assumindo definitivamente o direito de uso do terreno vizinho.
Em 2006, pela Copa Sul-Americana, o clube também fez uma boa campanha, passando por Paraná Clube, River Plate e Nacional do Uruguai, chegando à semifinal do torneio, onde foi eliminado pelo Pachuca.
Em 2007, termina a série A na 12 colocação, se classificando novamente para a Copa Sul-Americana de 2008.
Em 2008, o período ficou marcado pela quebra do recorde de vitórias consecutivas do "Furacão de 49", quando ganhou 12 partidas seguidas.
Em 2009, conquistou o Campeonato Paranaense pela 22ª vez.

#### Década de 2010
Em 2011, o clube terminou na 17° posição no Campeonato Brasileiro e, depois de 15 anos de permanência na Série A, acabou rebaixado para a Série B do Brasileirão pela terceira vez em sua história.
Em 2012, garantiu acesso à Série A do Brasileirão com o 3° colocação do Campeonato Brasileiro da Série B. Já no campeonato estadual ficou com vice-campeonato da competição.
Em 2013, foi vice-campeão da Copa do Brasil, quando perdeu para o Flamengo e do Campeonato Paranaense, além de terminar o Campeonato Brasileiro na 3ª posição, garantindo a sua 4º participação na Libertadores da América de 2014.
Em 2014, ficou na 4ª posição no Campeonato Paranaense e foi eliminado nas oitavas-de-final da Copa do Brasil. No Campeonato Brasileiro, terminou na 8ª posição. Nesse mesmo ano o Estádio Joaquim Américo Guimarães teve a sua reforma e ampliação concluída, e recebeu 4 partidas oficiais da Copa do Mundo de Futebol de 2014.
Em 2015, ficou na 10° posição no Campeonato Brasileiro. No campeonato estadual, disputou o Torneio da Morte, grupo destinado a decidir os rebaixados.
Em 2016, conquistou o Campeonato Paranaense e terminou em 6° colocado o brasileirão. Esta posição lhe rendeu uma vaga na pré-Libertadores de 2017. Ainda nesse ano perdeu a disputa da Taça da Primeira Liga para o Fluminense.
Em 2017, o destaque do clube na temporada foi vice-campeonato estadual e a sua 5ª participação na Libertadores da América, no qual se classificou na fase de grupos e acabou sendo eliminado nas oitavas para o Santos.
Em 2018, foi campeão paranaense e o primeiro clube paranaense a conquistar um campeonato internacional oficial, a Copa Sul-Americana, se classificando pela 6º vez para a Libertadores.
Em 2019, obteve a Tríplice Coroa no futebol, sendo bicampeão estadual pela quarta vez na história, campeão da Levain Cup-Sudamericana Final (torneio internacional no Japão) e da Copa do Brasil, estas duas últimas pela primeira vez em sua história, sendo a Copa do Brasil sua quarta conquista nacional. Também foi vice-campeão da Recopa Sul-Americana de 2019 frente ao River Plate, e durante a Libertadores da América aplicou uma goleada memorável por 3x0 diante do tradicional Boca Juniors na Arena da Baixada, o clube se classificou para as oitavas e foi eliminado pelo mesmo clube argentino. Já no Campeonato Brasileiro, terminou na 5ª colocação, dentro da zona de classificação para a Libertadores de 2020.
Em 2020, foi vice-campeão da Supercopa do Brasil, quando novamente perdeu uma final para o Flamengo, mas sagrou-se tricampeão paranaense (pela segunda vez na história), ganhando os dois jogos da final no clássico Atletiba (ida e volta, Arena-1x0, Couto Pereira-1x2) em 2 e 5 de agosto. Na sua 7ª participação na Libertadores de 2020 foi eliminado nas oitavas pelo River Plate da Argentina.

#### Década de 2020
Em 2021, conquistou pela segunda vez na história a Copa Sul-Americana, sendo campeão em final única em Montevidéu, vencendo por 1x0 o Red Bull Bragantino, resultando no primeiro e único bicampeão da competição no Brasil. Com isso, garantiu a 8ª participação do clube na Libertadores da América de 2022, além da vaga na Recopa e na Levain Cup. No campeonato Brasileiro terminou a competição na 14ª colocação. No mesmo ano, chegou pela terceira vez na sua história em uma decisão de Copa do Brasil, ficando pela segunda vez com um vice-campeonato, após perder duas partidas decisivas para o Atlético-MG. No ranking nacional da CBF, terminou o ano na 5ª colocação pelo 2º ano consecutivo com 13.512 pontos acumulados. No ranking da CONMEBOL subiu 12 posições e fica dentro dos 15 melhores pela primeira vez na sua história, resultando em cabeça de chave para a Libertadores de 2022.
Em 2022, o Athletico apareceu pela primeira vez no ranking anual da IFFHS, entre os melhores clubes do mundo na 10ª colocação com 252 pontos, em detrimento a campanha do ano anterior, ficando a frente de clubes tradicionais do cenário mundial tais como Paris Saint-Germain, Juventus e Manchester United. No mesmo ano, disputou pela segunda vez em sua história a Recopa Sul-Americana ficando novamente com o vice-campeonato, ao ser derrotado por 4–2 (placar agregado) diante do Palmeiras. Ainda em 2022, classificou-se pela segunda vez para a final de uma Libertadores da América, tendo eliminado o Palmeiras no placar agregado de 3–2. A final única fora disputada em Guaiaquil e o Athletico acabou derrotado pelo Flamengo por 1–0. Pelo Campeonato Brasileiro, terminou a competição em 6º colocado e se classificou pela 9ª vez a Libertadores, no qual disputou o certame em 2023. Pela Copa do Brasil, caiu nas quartas de final quando foi eliminado pelo Flamengo. O Furacão encerrou a temporada 2022 com 32 vitórias, 22 empates e 20 derrotas em 74 jogos, com 100 gols marcados e 83 gols sofridos.
Em 2023, o Athletico conquistou pela 27ª vez o Campeonato Paranaense de Futebol, sendo esse de forma invicta, feito que não ocorria desde o estadual de 1936. No mesmo ano, o Athletico atingiu a marca da sua maior invencibilidade no século XXI, com 20 jogos sem perder, sendo 16 vitórias e quatro empates contando dois jogos do Brasileirão 2022, 17 pelo Campeonato Paranaense 2023 e um pela Libertadores 2023. Nesse período, foram 46 gols marcados e apenas 10 sofridos.
Em 2024, ano do centenário do clube, conquistou pela 28ª vez o o Campeonato Paranaense de Futebol derrotando o Maringá nas duas partidas disputadas na grande final. Ainda nesse ano, o clube anunciou a mudança do nome institucional de seu estádio, de Estádio Joaquim Américo Guimarães para Estádio Mário Celso Petraglia. Sua torcida quebrou o recorde de público do estádio três vezes em menos de 20 dias, impulsionada por uma campanha de marketing do clube usando referências históricas em vídeo de pedido de pacto com a torcida. Porém, após uma campanha ruim no Campeonato Brasileiro, a equipe foi rebaixada para a segunda divisão pela quarta vez em sua história, após perder por 1 a 0 para o Atlético Mineiro na Arena MRV.

## Símbolos

### Escudo
| Evolução do escudo do Club Athletico Paranaense | Evolução do escudo do Club Athletico Paranaense | Evolução do escudo do Club Athletico Paranaense | Evolução do escudo do Club Athletico Paranaense | Evolução do escudo do Club Athletico Paranaense | Evolução do escudo do Club Athletico Paranaense | Evolução do escudo do Club Athletico Paranaense |
| 1924–1934                                       | 1934                                            | 1934–1988                                       | 1989–1996                                       | 1997–2001                                       | 2002–2018                                       | 2019–presente                                   |
| ----------------------------------------------- | ----------------------------------------------- | ----------------------------------------------- | ----------------------------------------------- | ----------------------------------------------- | ----------------------------------------------- | ----------------------------------------------- |

O símbolo do Athletico é composto de um monograma (CAP) aplicado sobre um escudo.
O escudo teve algumas variações, desde a fundação até 1988 o formato das listras eram horizontais, com uma pequena exceção no ano de 1934, quando um escudo sem a presença de listras é encontrado em fotos da época. Em meados de 1988, o então presidente Valmor Zimermann apostou em um uniforme com listras verticais, semelhante ao do Milan durando até 1997, quando o escudo foi ajustado para o formato circular mantendo as listras verticais como elemento dentro da composição do logotipo. Já em 2018 o clube passou por um processo de rebranding, modernizando e alterando tanto o escudo como o monograma.
O monograma (CAP) foi ao longo da história, o elemento que mais teve ajustes e mutações, seja por conta de modernização, quanto pela dificuldade em aplicação devido as limitações. Em algumas aplicações das décadas de 70 e 80, é comum encontrar versões simplificadas com a tipografia geométrica em jornais e revistas.
Na década de 1940, o jogador Ayrton Lolô Cornelsen, à época também estudante de engenharia e arquitetura, decidiu redesenhar o escudo do Rubro-Negro porque o achava muito conservador e parecido com o do Flamengo carioca. O antigo símbolo era triangular, com listras horizontais em vermelho e preto e o acrônimo CAP (de Club Athletico Paranaense) em estilo gótico no lado superior, enquanto o novo era o CAP com letras mais estilizadas e grossas, mantendo o entrelaçar delas, em um estilo barroco, sem nenhum contorno.
Por ser simpático pelo Flamengo, deixou uma pequena homenagem ao clube carioca na forma como as letras se entrelaçam, remetendo justamente ao seu escudo.
Posteriormente, voltou-se a utilizar um contorno quase triangular com listras vermelhas e pretas na horizontal e a letras estilizadas por Lolô. Este escudo foi utilizado até setembro de 1988, quando houve uma pequena alteração, pois as listras passaram para a vertical.
Em 1997, na era Petraglia, o escudo foi modificado, mantendo as linhas verticais e as letras concebidas por Lolô, porém, dentro de um escudo redondo, modernizando um dos principais símbolos do clube.
Em 2018, o clube passou por uma nova e radical reformulação na sua identidade visual. O nome "Clube Atlético Paranaense", adotado a partir da década de 1950, cedeu lugar à denominação original "Club Athletico Paranaense". A troca permitiu o fim de confusões com outros Atléticos pelo Brasil, como por exemplo o Clube Atlético Mineiro e o Atlético Clube Goianiense.
Além da nova grafia, o clube adotou um novo escudo, com visual moderno, formado por linhas paralelas ascendentes nas cores do time e com o formato remetendo a um furacão, apelido do Athletico, encimado com acrônimo CAP. O escudo reúne também detalhes da bandeira do estado do Paraná e o conceito de crescimento.
As estrelas comemorativas das conquistas de 2001 (dourada) e 1995 (prateada), que tradicionalmente acompanhavam a aplicação do símbolo circular foram retiradas.

### Mascotes
A partir do rebranding efetuado pelo clube em 2018, foi criada a "Família Furacão", novos mascotes compostos por marido, esposa, dois filhos e o Fura-Cão, o cachorro da família, substituindo o tradicional mascote do clube o "cartola", que até então era escolhido devido aos trajes que os antigos torcedores da elite de Curitiba usavam nas partidas do Furacão (fraques, cartolas, polainas, etc.).

### Hino
A torcida do Athletico deve muito ao Capitão Othonio Benvenuto. Talvez ele nunca tenha estado em Curitiba, nunca tenha visto um jogo na Baixada ou até mesmo nem saiba os grandes jogadores que já atuaram pelo Rubro-Negro Paranaense. Mesmo com total desconhecimento da causa athleticana, o Capitão Benvenuto foi o responsável pela regência de um dos hinos de futebol mais bonitos do Brasil. Interpretado pela banda do Corpo de Bombeiros do Estado da Guanabara, a letra de Zinder Lins e a música de Genésio Ramalho impulsionam os corações dos apaixonados pelas cores vermelha e preta.
A história do hino athleticano começou nas comemorações do bicampeonato invicto de 29/30. No calor da conquista, o artilheiro Zinder Lins decidiu homenagear o Athletico de uma maneira especial. Naquela época, era comum criarem-se versos para comemorar as principais vitórias e títulos. O diferencial de Zinder foi que ele compôs uma letra que servia para todas as vitórias da equipe, que poderia se tornar eterna. Ao invés de enaltecer apenas aquela conquista, ele optou por homenagear o próprio Athletico. Assim, ao som do tango, ritmo popular na época, Zinder compôs uma música que não seria passageira.
A identificação com o torcedor era evidente. Por causa disso, o presidente Manoel Aranha decidiu transformar a melodia de Zinder Lins no Hino Oficial do Club Athletico Paranaense. Contratou o músico J. Cibelli para musicar a letra. Mas, descobriu-se que era um plágio de uma canção patriótica dos Estados Unidos, "God Bless America".
O músico Genésio Ramalho, da Orquestra do Genésio, que havia jogado no Athletico, resolveu ir atrás de uma melodia só para o Athletico. Para encurtar a extensa letra, o ex-dirigente Aníbal Borges Carneiro eliminou algumas estrofes, introduzindo alguns versos e transformando, definitivamente, a letra do hino athleticano. Apesar dos retoques, a autoria final acabou ficando para a letra de Zinder Lins e música de Genésio Ramalho.

Então, em 1968, o hino foi gravado pela Banda do Corpo de Bombeiros do Estado da Guanabara. Ficando assim a versão definitiva como conhecemos hoje. Posteriormente, Zinder e Genésio doaram os direitos autorais ad perpetuam do hino para o Athletico.

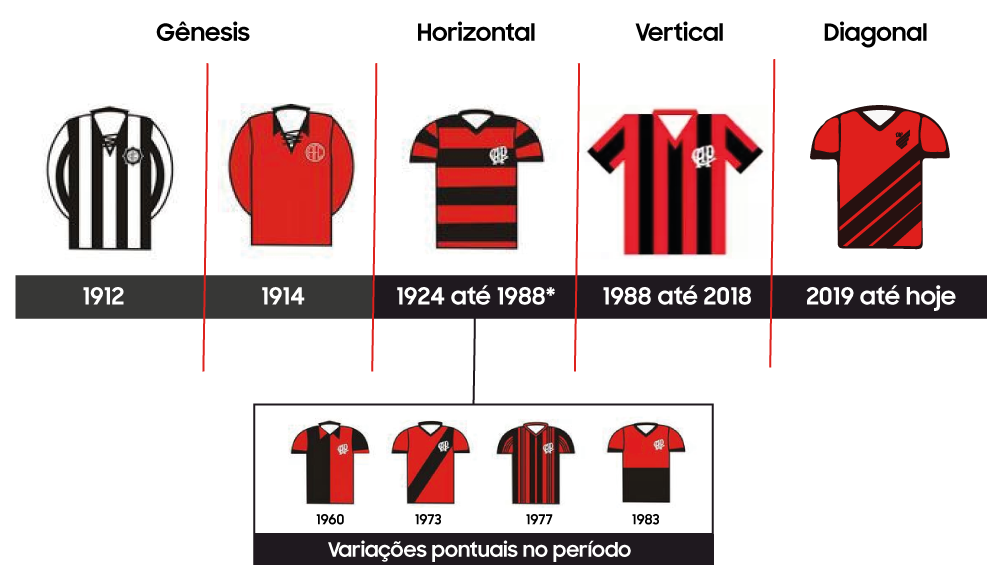
Evolução dos uniformes do Athletico Paranaense

### Uniformes
A camisa é um símbolo tão importante para os athleticanos que está presente no hino oficial do clube: "A camisa rubro-negra só se veste por amor". Nada mais significativo. Não há dúvida de que vestir a camisa athleticana é um ato sublime. Protegido pelo manto sagrado, o jogador passa a ser mais forte. Sabe que terá o apoio de uma torcida apaixonada. Jogará com raça e determinação.
A origem da camisa rubro-negra vem das cores dos clubes que se fundiram para formar o Club Athletico Paranaense. O Internacional (alvinegro) cedeu o preto. O América (colorado) emprestou o vermelho. Estava formada a mais linda combinação de cores possível. A primeira camisa tinha listras rubro-negras na horizontal. Ao longo dos anos, muitas versões foram lançadas. Em 1989, as listras da camisa passaram a ser verticais. Atualmente, a camisa é rubro-negra, com faixas diagonais.

## Títulos
| FUTEBOL ADULTO MASCULINO       | FUTEBOL ADULTO MASCULINO                         | FUTEBOL ADULTO MASCULINO | FUTEBOL ADULTO MASCULINO |
|                                | Competição                                       | Títulos                  | Temporadas |
| ------------------------------ | ------------------------------------------------ | ------------------------ | --- |
|                                | Tríplice Coroa                                   | 1                        | 2019 |
|                                | Top 10 - Melhores Clubes do Mundo em 2021        | 1                        | 2021 - Condecoração outorgada em 2022, pela IFFHS |
| INTERCONTINENTAIS              |                                                  |                          | |
|                                | Competição                                       | Títulos                  | Temporadas |
|                                | Copa Suruga Bank                                 | 1                        | 2019 |
| CONTINENTAIS                   |                                                  |                          | |
|                                | Competição                                       | Títulos                  | Temporadas |
|                                | Copa Sul-Americana                               | 2                        | 2018 e 2021 |
| NACIONAIS                      |                                                  |                          | |
|                                | Competição                                       | Títulos                  | Temporadas |
|                                | Campeonato Brasileiro                            | 1                        | 2001 |
|                                | Copa do Brasil                                   | 1                        | 2019 |
|                                | Seletiva para a Libertadores                     | 1                        | 1999 |
|                                | Campeonato Brasileiro - Série B                  | 1                        | 1995 |
| ESTADUAIS                      |                                                  |                          | |
|                                | Competição                                       | Títulos                  | Temporadas |
|                                | Campeonato Paranaense                            | 28                       | 1925, 1929, 1930, 1934, 1936, 1940, 1943, 1945, 1949, 1958, 1970, 1982, 1983, 1985, 1988, 1990, 1998, 2000, 2001, 2002, 2005, 2009, 2016, 2018, 2019, 2020, 2023 e 2024 |
|                                | Taça dos Campeões                                | 1                        | 2025 |
|                                | Supercampeonato Paranaense                       | 1                        | 2002 |
|                                | Taça Caio Junior                                 | 1                        | 2018 |
|                                | Taça Dirceu Krüger                               | 1                        | 2019 |
|                                | Troféu Primeira Hora                             | 1                        | 2001 |
|                                | Torneio Relampago                                | 1                        | 1946 |
|                                | Copa Paraná (Taça FPF)                           | 2                        | 1998 e 2003 |
|                                | Torneio Início                                   | 6                        | 1936, 1947, 1955, 1958, 1987 e 1988 |
| MUNICIPAIS                     |                                                  |                          | |
|                                | Competição                                       | Títulos                  | Temporadas |
|                                | Liga Curitibana (Taça Luiz Leão)                 | 5                        | 1929, 1930, 1934, 1936 e 1940 |
|                                | Torneio Início da Liga Curitibana                | 1                        | 1936 |
|                                | Torneio Encerramento da Liga Curitibana          | 1                        | 1935 |
| AMISTOSO INTERNACIONAIS        |                                                  |                          | |
|                                | Competição                                       | Títulos                  | Temporadas |
|                                | Torneio Internacional Afro-Brasileiro            | 1                        | 1974 |
|                                | Torneio Schützi-Cup                              | 2                        | 1991 e 1992 |
|                                | Torneio Shaka Hislop Cup                         | 1                        | 2007 |
|                                | Challenger Brazil/USA                            | 2                        | 2007 e 2009 |
|                                | Torneio Marbella Cup                             | 1                        | 2013 |
| AMISTOSO NACIONAIS             |                                                  |                          | |
|                                | Competição                                       | Títulos                  | Temporadas |
|                                | Torneio Triangular Paraná-São Paulo              | 1                        | 1969 |
|                                | Torneio Interestadual do Couto Pereira           | 1                        | 1977 |
|                                | Torneio Cidade de Londrina                       | 1                        | 2010 |
|                                | Torneio Gilmar dos Santos Neves                  | 1                        | 1969 |
|                                | Troféu Diário da Tarde                           | 1                        | 1930 |
| AMISTOSOS ESTADUAIS            |                                                  |                          | |
|                                | Competição                                       | Títulos                  | Temporadas |
|                                | Torneio João Todeschini                          | 1                        | 1954 |
|                                | Triangular José Milani                           | 1                        | 1964 |
|                                | Torneio Jofre Cabral e Silva                     | 1                        | 1968 |
|                                | Torneio Pinheirão                                | 1                        | 1971 |
|                                | Torneio Quadrangular Caridade                    | 2                        | 1950 e 1960 |
|                                | Torneio Cidade de Curitiba                       | 1                        | 1949 |
|                                | Copa Luis Leão                                   | 1                        | 1949 |
|                                | Torneio Festivo                                  | 1                        | 1959 |
| ASPIRANTES (SUB-23)            |                                                  |                          | |
| ESTADUAIS                      |                                                  |                          | |
|                                | Competição                                       | Títulos                  | Temporadas |
|                                | Torneio dos Segundos Quadros                     | 1                        | 1925 |
| SUB-20                         |                                                  |                          | |
| INTERNACIONAIS                 |                                                  |                          | |
|                                | Competição                                       | Títulos                  | Temporadas |
|                                | Blue Stars/FIFA Youth Cup                        | 1                        | 2014 |
|                                | Torneio de Doetinchem                            | 1                        | 2008 |
|                                | Copa Saprissa                                    | 1                        | 2006 |
| NACIONAIS                      |                                                  |                          | |
|                                | Competição                                       | Títulos                  | Temporadas |
|                                | Taça Belo Horizonte de Futebol Júnior            | 2                        | 1996 e 2006 |
| REGIONAIS                      |                                                  |                          | |
|                                | Competição                                       | Títulos                  | Temporadas |
|                                | Copa Sul Sub-20                                  | 1                        | 2024 |
| ESTADUAIS                      |                                                  |                          | |
|                                | Competição                                       | Títulos                  | Temporadas |
|                                | Campeonato Paranaense Sub-20                     | 7                        | 1997, 2001, 2004, 2005, 2006 2011 e 2025. |
| SUB-19                         |                                                  |                          | |
| INTERNACIONAIS                 |                                                  |                          | |
|                                | Competição                                       | Títulos                  | Temporadas |
|                                | Torneio de Oberndorf                             | 1                        | 2008 |
|                                | Dallas Cup                                       | 2                        | 2004 e 2005 |
|                                | U-19 Yokohama Cup Ostrach                        | 3                        | 2012, 2013 e 2014 |
| ESTADUAIS                      |                                                  |                          | |
|                                | Competição                                       | Títulos                  | Temporadas |
|                                | Taça Paraná Sub-19                               | 1                        | 2001 |
|                                | Campeonato Paranaense de Juniores                | 8                        | 1990, 1997, 2001, 2004, 2005, 2006, 2011 e 2016 |
| SUB-18                         |                                                  |                          | |
| INTERNACIONAIS                 |                                                  |                          | |
|                                | Competição                                       | Títulos                  | Temporadas |
|                                | Torneio de Oostduinkerke Sub-18                  | 1                        | 2012 |
| ESTADUAIS                      |                                                  |                          | |
|                                | Competição                                       | Títulos                  | Temporadas |
|                                | Campeonato Paranaense Sub-18                     | 2                        | 2012 e 2014 |
| SUB-17                         |                                                  |                          | |
| INTERNACIONAIS                 |                                                  |                          | |
|                                | Competição                                       | Títulos                  | Temporadas |
|                                | Torneio Canteras de América                      | 1                        | 2024 |
| NACIONAIS                      |                                                  |                          | |
|                                | Competição                                       | Títulos                  | Temporadas |
|                                | Copa do Brasil de Futebol Sub-17                 | 1                        | 2012 |
|                                | Taça Governador de Santa Catarina                | 1                        | 2003 |
|                                | Copa UP Sub-17                                   | 1                        | 2011 |
| ESTADUAIS                      |                                                  |                          | |
|                                | Competição                                       | Títulos                  | Temporadas |
|                                | Campeonato Paranaense Sub-17                     | 13                       | 2004, 2006, 2007, 2010, 2011, 2014, 2015, 2017, 2019, 2022, 2023, 2024 e 2025                                                                                           |
| SUB-16                         |                                                  |                          | |
| NACIONAIS                      |                                                  |                          | |
|                                | Competição                                       | Títulos                  | Temporadas |
|                                | SC Cup                                           | 1                        | 2011 |
| ESTADUAIS                      |                                                  |                          | |
|                                | Competição                                       | Títulos                  | Temporadas |
|                                | Copa Paraná Sub-16                               | 1                        | 2024 |
| SUB-15                         |                                                  |                          | |
| INTERNACIONAIS                 |                                                  |                          | |
|                                | Competição                                       | Títulos                  | Temporadas |
|                                | Copa Assis                                       | 1                        | 2011 |
|                                | Los Barbados Youth International Tournament U-15 | 1                        | 2012 |
|                                | Copa Nike Sub-15                                 | 1                        | 2015 |
| NACIONAIS                      |                                                  |                          | |
|                                | Competição                                       | Títulos                  | Temporadas |
|                                | Copa do Brasil de Futebol Sub-15                 | 2                        | 2004 e 2013 |
|                                | Copa Brasil de Futebol Infantil                  | 1                        | 2007 |
|                                | Alcans Cup Sub-15                                | 1                        | 2025 |
| REGIONAIS                      |                                                  |                          | |
|                                | Competição                                       | Títulos                  | Temporadas |
|                                | Copa Sul Sub-15                                  | 1                        | 2024 |
|                                | Copa Stival Sub-15                               | 2                        | 2010 e 2011 |
| SUB-14                         |                                                  |                          | |
| INTERNACIONAIS                 |                                                  |                          | |
|                                | Competição                                       | Títulos                  | Temporadas |
|                                | Copa Umbro                                       | 1                        | 2004 |
| ESTADUAIS                      |                                                  |                          | |
|                                | Competição                                       | Títulos                  | Temporadas |
|                                | Copa Trieste Sub-14                              | 1                        | 2012 |
|                                | Copa Paraná Sub-14                               | 1                        | 2024 |
| SUB-13                         |                                                  |                          | |
| NACIONAIS                      |                                                  |                          | |
|                                | Competição                                       | Títulos                  | Temporadas |
|                                | Copa Palhoça Sub-13                              | 1                        | 2012 |
| MUNICIPAIS                     |                                                  |                          | |
|                                | Competição                                       | Títulos                  | Temporadas |
|                                | Super Copa Curitiba Sub-13                       | 1                        | 2012 |
|                                | Taça Curitiba de Futebol de Base Sub-13          | 1                        | 2024 |
| SUB-12                         |                                                  |                          | |
| NACIONAIS                      |                                                  |                          | |
|                                | Competição                                       | Títulos                  | Temporadas |
|                                | Copa Nacional Ecológica                          | 1                        | 2012 |
| CATEGORIA DE BASE DESCONHECIDA |                                                  |                          | |
| NACIONAIS                      |                                                  |                          | |
|                                | Competição                                       | Títulos                  | Temporadas |
|                                | Taça Sul e Sudeste                               | 1                        | 2001 |
|                                | Taça Umbro de Futebol Juvenil                    | 1                        | 2001 |
|                                | Taça Brasil - Infantil                           | 1                        | 1994 |
| ESTADUAIS                      |                                                  |                          | |
|                                | Competição                                       | Títulos                  | Temporadas |
|                                | Copa Tribuna de Juniores                         | 9                        | 1961, 1985, 1986, 1996, 1997, 2001, 2002, 2008 e 2009 |
|                                | Campeonato Paranaense Juvenil                    | 4                        | 2004, 2006, 2007 e 2011 |
|                                | Campeonato Metropolitano Juvenil                 | 8                        | 1949, 1976, 1976, 1994, 1995, 2002, 2003 e 2006 |
|                                | Campeonato Paranaense Infantil                   | 1                        | 2005 |
|                                | Campeonato Metropolitano Infantil                | 2                        | 2006 e 2007 |
|                                | Torneio da Pessoa                                | 1                        | 1984 |
|                                | Campeonato Metropolitano                         | 4                        | 1984, 1994, 1996 e 2003 |
|                                | Torneio Metropolitano                            | 1                        | 1988 |
|                                | Copa Garotinho de Ouro                           | 1                        | 1994 |
|                                | Taça Argento Pinto                               | 1                        | 1937 |
|                                | Taça Cidade de Morretes                          | 1                        | 1945 |
|                                | Copa Cidade de Campo Largo                       | 1                        | 1976 |
| MUNICIPAIS                     |                                                  |                          | |
|                                | Competição                                       | Títulos                  | Temporadas |
|                                | Torneio Zona Sul                                 | 1                        | 1961 |
|                                | Copa Major Jaspen                                | 1                        | 1961 |
|                                | Torneio Pedro Viana                              | 1                        | 1981 |
|                                | Torneio Independência                            | 1                        | 1981 |
|                                | Copa Diário Popular                              | 1                        | 1983 |
|                                | Copa Rádio Paraná                                | 1                        | 1985 |
|                                | Torneio de Inverno                               | 1                        | 1988 |
| FUTEBOL FEMININO               |                                                  |                          | |
| ESTADUAIS                      |                                                  |                          | |
|                                | Competição                                       | Títulos                  | Temporadas |
|                                | Campeonato Paranaense Feminino                   | 5                        | 2020, 2021, 2022, 2023 e 2024 |
| BASQUETE                       |                                                  |                          | |
| ESTADUAIS                      |                                                  |                          | |
|                                | Competição                                       | Títulos                  | Temporadas |
|                                | Campeonato Metropolitano de Basquete             | 2                        | 1945 e 1947 |
|                                | Torneio Início de Basquete                       | 1                        | 1947 |
| FUTSAL SUB-9                   |                                                  |                          | |
| REGIONAIS                      |                                                  |                          | |
|                                | Competição                                       | Títulos                  | Temporadas |
|                                | Copa Sulbrasileira de Futsal Sub-09              | 1                        | 2012 |
| FUTSAL SUB-15 FEMININO         |                                                  |                          | |
| MUNICIPAIS                     |                                                  |                          | |
|                                | Competição                                       | Títulos                  | Temporadas |
|                                | Copa Furacão de Futsal Sub-15 Feminino           | 1                        | 2011 |
| FUT7                           |                                                  |                          | |
| ESTADUAIS                      |                                                  |                          | |
|                                | Competição                                       | Títulos                  | Temporadas |
|                                | Troféu Federação Paranaense de Futebol 7         | 1                        | 2012 |
| MUNICIPAIS                     |                                                  |                          | |
|                                | Competição                                       | Títulos                  | Temporadas |
|                                | Taça Curitiba de Futebol 7                       | 1                        | 2012 |
| TOTAL                          |                                                  |                          | |
|                                | Conquistas                                       | Títulos                  | Categorias |
|                                | Títulos Oficiais                                 | 56                       | 1 intercontinental, 2 continentais, 4 nacionais, 42 estaduais e 7 municipais.                                                                                           |
|                                | Títulos Amistosos                                | 21                       | 7 internacionais, 5 nacionais e 9 estaduais |
|                                | Títulos de Aspirantes                            | 1                        | 1 estadual |
|                                | Títulos Sub-20                                   | 13                       | 3 internacionais, 2 nacionais, 1 regional e 7 estaduais |
|                                | Títulos Sub-19                                   | 15                       | 6 internacionais e 9 estaduais |
|                                | Títulos Sub-18                                   | 3                        | 1 internacional e 2 estaduais |
|                                | Títulos Sub-17                                   | 17                       | 1 internacional, 3 nacionais e 13 estaduais |
|                                | Títulos Sub-16                                   | 2                        | 1 nacional e 1 estadual |
|                                | Títulos Sub-15                                   | 10                       | 3 internacionais, 4 nacionais e 3 regionais |
|                                | Títulos Sub-14                                   | 3                        | 1 internacional e 2 estadual |
|                                | Títulos Sub-13                                   | 3                        | 1 nacional e 2 municipal |
|                                | Títulos Sub-12                                   | 1                        | 1 nacional |
|                                | Títulos de Categoria Desconhecida                | 44                       | 3 nacionais, 34 estaduais e 7 municipais |
|                                | Títulos de Base                                  | 112                      | 1 aspirantes, 13 sub-20, 15 sub-19, 3 sub-18, 17 sub-17, 1 sub-16, 10 sub-15, 2 sub-14, 3 sub-13, 1 sub-12 e 44 de categorias desconhecidas                             |
|                                | Títulos de Futebol Masculino                     | 189                      | 56 oficiais, 21 amistosos e 110 de base |
|                                | Títulos de Futebol Femininos                     | 5                        | 5 estaduais |
|                                | Títulos de Futebol                               | 194                      | 187 masculinos e 5 femininos |
|                                | Títulos de Basquete                              | 3                        | 3 estaduais |
|                                | Títulos de Futsal Masculino                      | 1                        | 1 Sub-9 |
|                                | Títulos de Futsal Feminino                       | 1                        | 1 Sub-15 |
|                                | Títulos de Futsal                                | 2                        | 1 feminino e 1 masculino |
|                                | Títulos de Fut7                                  | 2                        | 1 estadual e 1 municipal |
|                                | TOTAL                                            | 201                      | 192 de futebol, 3 de basquete, 2 de futsal e 2 de fut7 |

 Campeão invicto

## Estatísticas

### Temporadas
Campeão.
     Vice-campeão.
|      | Paranaense       | Regional–Nacional | Copa do Brasil   | Campeonato Brasileiro | Campeonato Brasileiro | Sul-Americana     | Libertadores     |
| Ano  | Fase Máxima      | Fase Máxima       | Fase Máxima      | Div.                  | Pos.                  | Fase Máxima       | Fase Máxima      |
| ---- | ---------------- | ----------------- | ---------------- | --------------------- | --------------------- | ----------------- | ---------------- |
| 2024 | Final            | —                 | Quartas de Final | A                     | 17º                   | Quartas de final  | —                |
| 2023 | Final            | —                 | Quartas de final | A                     | 8º                    | —                 | Oitavas de final |
| 2022 | Semifinal        | —                 | Quartas de final | A                     | 6º                    | —                 | Final            |
| 2021 | Semifinal        | —                 | Final            | A                     | 14º                   | Final             | —                |
| 2020 | Final            | Final             | Oitavas de final | A                     | 9º                    | —                 | Oitavas de final |
| 2019 | Final            | Não foi disputada | Final            | A                     | 5º                    | —                 | Oitavas de final |
| 2018 | Final            | Não foi disputada | Oitavas de final | A                     | 7º                    | Final             | —                |
| 2017 | Final            | —                 | Quartas de final | A                     | 11º                   | —                 | Oitavas de final |
| 2016 | Final            | Final             | Oitavas de final | A                     | 6º                    | —                 | —                |
| 2015 | 1ª fase          | Não foi disputada | 2ª fase          | A                     | 10º                   | Quartas de final  | —                |
| 2014 | Semifinal        | Não foi disputada | Oitavas de final | A                     | 8º                    | —                 | Grupos           |
| 2013 | Final            | Não foi disputada | Final            | A                     | 3º                    | —                 | —                |
| 2012 | Final            | Não foi disputada | Quartas de final | B                     | 3º                    | —                 | —                |
| 2011 | 2º               | Não foi disputada | Quartas de final | A                     | 17º                   | 2ª fase           | —                |
| 2010 | 2º               | Não foi disputada | Oitavas de final | A                     | 5º                    | —                 | —                |
| 2009 | 1º               | Não foi disputada | Oitavas de final | A                     | 14º                   | 1ª fase           | —                |
| 2008 | Final            | Não foi disputada | 2ª fase          | A                     | 13º                   | 1ª fase           | —                |
| 2007 | Semifinal        | Não foi disputada | Oitavas de final | A                     | 12º                   | Quartas de final  | —                |
| 2006 | 2ª fase          | Não foi disputada | 2ª fase          | A                     | 13º                   | Semifinal         | —                |
| 2005 | Final            | Não foi disputada | —                | A                     | 6º                    | —                 | Final            |
| 2004 | Final            | Não foi disputada | —                | A                     | 2º                    | —                 | —                |
| 2003 | Quartas de final | Não foi disputada | 2ª fase          | A                     | 12º                   | —                 | —                |
| 2002 | Final            | Grupos            | —                | A                     | 14º                   | —                 | Grupos           |
| 2002 | Final            | Final             | —                | A                     | 14º                   | —                 | Grupos           |
| 2001 | Final            | Grupos            | Quartas de final | A                     | 1º                    | Não foi disputada | —                |
| 2000 | Final            | Semifinal         | Oitavas de final | A                     | 8º                    | Não foi disputada | Oitavas de final |
| 1999 | Semifinal        | Final             | Quartas de final | A                     | 9º                    | Não foi disputada | —                |
| 1999 | Semifinal        | 2ª fase           | Quartas de final | A                     | 9º                    | Não foi disputada | —                |

#### Outras temporadas
| Ano  | Competição (Fase Máxima)                |
| ---- | --------------------------------------- |
| 2022 | Recopa Sul-Americana (Final)            |
| 2019 | Recopa Sul-Americana (Final)            |
| 2019 | Levain Cup-Sudamericana (Final)         |
| 1995 | Campeonato Brasileiro - Série B (Final) |
| 1990 | Campeonato Brasileiro - Série B (Final) |
| 1983 | Campeonato Brasileiro (Semifinal)       |

### Participações
|  | Participações em 2025 |

| Competição           | Competição                   | Temporadas                 | Melhor campanha            | Estreia | Última | P | R |
| Paraná               | Campeonato Paranaense        | 101                        | Campeão (28 vezes)         | 1924    | 2025   |   | – |
|                      | Primeira Liga                | 1                          | Vice-campeão (2016)        | 2016    | 2016   |   |   |
| Brasil               | Campeonato Brasileiro        | 46                         | Campeão (2001)             | 1959    | 2024   |   | 4 |
| Brasil               | Série B                      | 7                          | Campeão (1995)             | 1980    | 2025   | 4 | – |
| Brasil               | Copa do Brasil               | 28                         | Campeão (2019)             | 1989    | 2025   |   |   |
| Brasil               | Supercopa do Brasil          | 1                          | Vice-campeão (2020)        | 2020    | 2020   |   |   |
|                      | Copa Libertadores da América | 9                          | Vice-campeão (2005 e 2022) | 2000    | 2023   |   |   |
| Copa Sul-Americana   | 9                            | Campeão (2018 e 2021)      | 2006                       | 2024    |        |   |   |
| Recopa Sul-Americana | 2                            | Vice-campeão (2019 e 2022) | 2019                       | 2022    |        |   |   |
| Japão                | Levain Cup/CONMEBOL          | 1                          | Campeão (2019)             | 2019    | 2019   |   |   |

### Campanhas de destaque
| Club Athletico Paranaense       | Club Athletico Paranaense | Club Athletico Paranaense | Club Athletico Paranaense   | Club Athletico Paranaense   |
| Torneio                         | Campeão                   | Vice-campeão              | Terceiro colocado           | Quarto colocado             |
| ------------------------------- | ------------------------- | ------------------------- | --------------------------- | --------------------------- |
| Levain Cup/CONMEBOL             | 1 (2019)                  | 0                         | (não existe esta colocação) | (não existe esta colocação) |
| Copa Libertadores da América    | 0                         | 2 (2005, 2022)            | 0                           | 0                           |
| Copa Sul-Americana              | 2 (2018, 2021)            | 0                         | 1 (2006)                    | 0                           |
| Recopa Sul-Americana            | 0                         | 2 (2019, 2022)            | (não existe esta colocação) | (não existe esta colocação) |
| Campeonato Brasileiro – Série A | 1 (2001)                  | 1 (2004)                  | 1 (2013)                    | 1 (1983)                    |
| Copa do Brasil                  | 1 (2019)                  | 2 (2013, 2021)            | 0                           | 0                           |
| Supercopa do Brasil             | 0                         | 1 (2020)                  | (não existe esta colocação) | (não existe esta colocação) |
| Campeonato Brasileiro – Série B | 1 (1995)                  | 1 (1990)                  | 1 (2012)                    | 0                           |
| Primeira Liga do Brasil         | 0                         | 1 (2016)                  | 0                           | 0                           |
| x Copa Sul-Minas                | 0                         | 1 (2002)                  | 0                           | 1 (2000)                    |
| Campeonato Paranaense           | 28 vezes                  | 19 vezes                  | 12 vezes                    | 11 vezes                    |
| Copa Paraná                     | 2 (1998, 2003)            | 0                         | 0                           | 1 (2008)                    |

## Jogadores

### Elenco atual
Última atualização: 15 de agosto de 2025.

### Maiores artilheiros
Atualizado em 16 de abril de 2024

### Mais jogos
Atualizado em 15 de julho de 2023

### Jogadores destacados
Jogadores que, no mundo, só jogaram pelo Club Athletico Paranaense
 Jogadores que, no Brasil, só jogaram pelo Club Athletico Paranaense
 Jogadores que, no Paraná, só jogaram pelo Club Athletico Paranaense
Esta é uma lista de jogadores de destaque que já passaram pelo Athletico Paranaense:
| - Adílson - Adriano Gabiru - Alan Bahia - Alberto Gottardi - Alberto Valentim - Alessandro - Alex Mineiro - Alfredo Gottardi Júnior - Altevir Sales - Assis - Bellini - Caju - Carlinhos - Cireno - Cocito - Dagoberto - Bruno Guimarães | - David Ferreira - Deivid - Dênis Marques - Diego - Djalma Santos - Edinho Baiano - Edwin Valencia - Fernandinho - Flávio - Gustavo - Gustavo Matosas - Ilan - Jackson - Jadson - Joel | - Joffre Guerrón - Júlio Pepicelli - Kelly - Kléber Pereira - Kléberson - Laio - Léo Pereira - Lucas - Lucho González - Manoel - Marcão - Marolla - Neto - Nikão - Nilo Biazzetto - Nilson Borges - Nivaldo | - Octávio Zanetti - Oséas - Paulo Baier - Paulo Rink - Reginaldo - Renatinho - Renato Sá - Renan Lodi - Rhodolfo - Ricardo Pinto - Roberto Costa - Sicupira - Thiago Heleno - Valdir - Washington¹ - Washington² | - Weverton - Zé Roberto - Zinder - Ziquita |

#### Seleção dos 80 anos
No ano de 2004, o clube comemorou os 80 anos de existência e para celebrar a história do Furacão, a equipe do site "Furacao.com" reuniu 15 profissionais, entre eles jornalistas, escritores, colunistas, historiadores e ex-jogadores para eleger a Seleção dos 80 anos. Nela estão jogadores que atuaram nos primeiros anos do Clube e outros que atuaram já no século XXI. Também foi eleito o técnico e o dirigente que marcaram época no Furacão.

## Treinadores

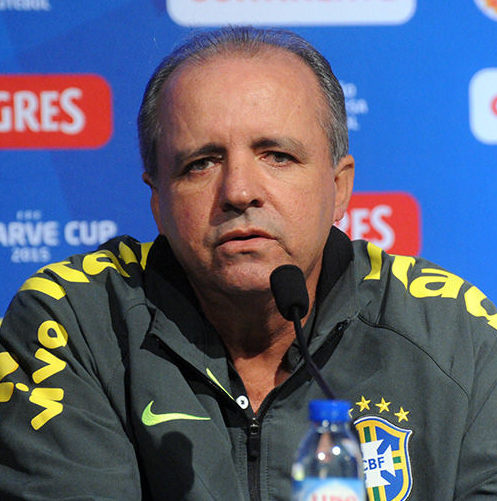
Vadão foi um dos principais técnicos da história do Athletico Paranaense

Esses são os principais treinadores:
- Abel Braga
- Antônio Lopes
- Cabralzinho
- Evaristo de Macedo
- Francisco Sarno
- Geninho
- Geraldino
- Jackson Nascimento
- José Duarte
- Levir Culpi
- Luiz Felipe Scolari
- Mário Sérgio
- Motorzinho
- Paulo Autuori
- Pepe
- Tiago Nunes
- Vadão

## Torcida

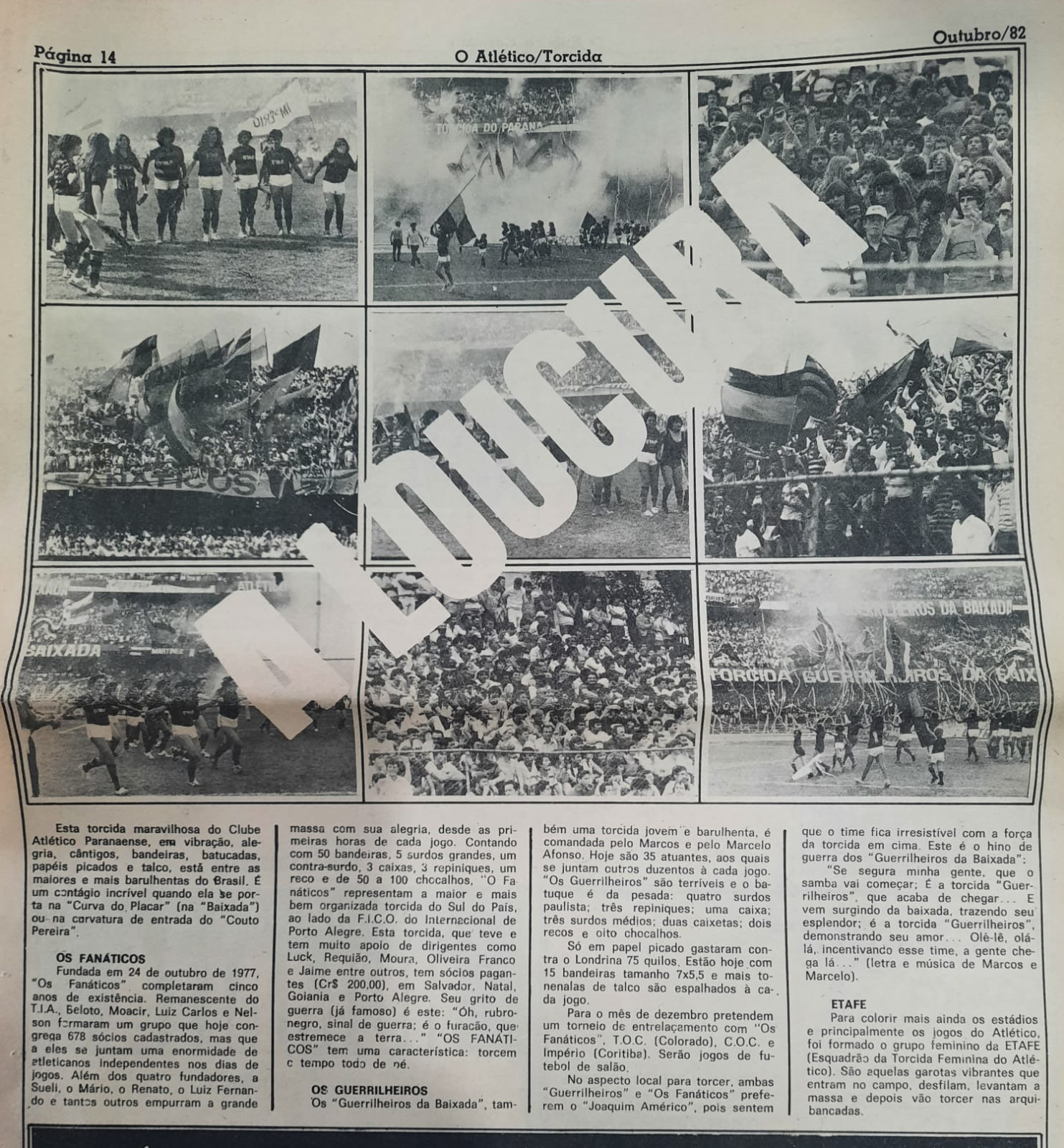
Foto do Jornal do Athletico de 1982, contextualizando a força da torcida do clube

O Athletico detém uma das torcidas mais apaixonadas e temidas, em detrimento a tradicional pressão frente aos adversários transformando a Arena da Baixada em um Caldeirão, segundo pesquisa nacional realizada entre jogadores de diversos clubes do Brasil em 2012, a torcida athleticana é a 5ª mais temida do Brasil.
A massa rubro-negra também é recordista de público em partidas de futebol, nos principais estádios de Curitiba:
- Estádio Major Antônio Couto Pereira (Coritiba) – 67.391 pessoas em 15/05/1983 – Athletico 2–0 Flamengo[111][112]
- Estádio Durival Britto e Silva (Paraná Clube) – 24.303 pessoas em 08/09/1968 – Athletico 3–2 Santos[111]
- Complexo Poliesportivo Pinheirão - 44.475 pessoas em 11/06/1998 – Athletico 2–1 Coritiba[111]
- Estádio Mário Celso Petraglia (Athletico) – 42.177 pessoas em 20/11/2024 – Athletico 2–0 Atlético Goianiense[64]
- Estádio Janguito Malucelli (JMalucelli) – 6.609 pessoas em 2012 em 24/11/2012 – Athletico 1–1 Paraná Clube[111]

A única praça de futebol da capital paranaense em que o recorde não é athleticano é o Estádio da Vila Olímpica do Boqueirão, aonde a antiga marca rubro-negra de 14.537 pessoas de 1988 (Athletico 1–1 Pinheiros)  foi batida pela torcida Paranista em 1997 (17.926 pessoas).
Em pesquisa realizada em 2017 (DNA Torcedor) e desmembrada pelo Ibope em 2020, o Athletico tem a 19ª maior torcida do Brasil, com cerca de 1 milhão e 300 mil simpatizantes, resultando no clube com maior número de torcedores do futebol paranaense.

Entre seus torcedores ilustres, possui figuras como Dalton Trevisan, Santos Dumont, Paulo Leminski, Bento Mossurunga, João Saldanha e Emanuel.

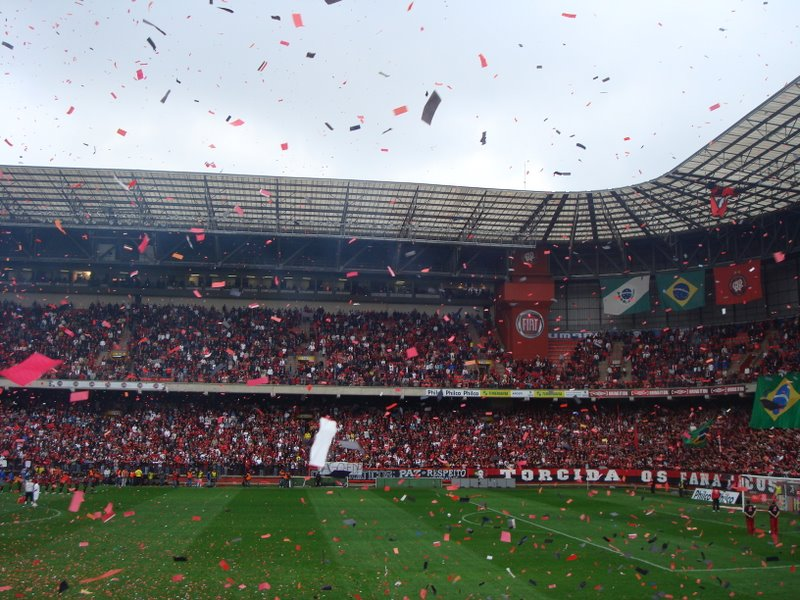
Torcida do Athletico Paranaense em 2009

### Organizadas

#### Atuais
- Os Fanáticos: A Torcida Os Fanáticos (TOF) é a principal torcida organizada do Athletico. Fundada em 24 de outubro de 1977 por um grupo de jovens torcedores apaixonados pelo Furacão, a Fanáticos cresceu, conquistou a admiração de toda a nação rubro-negra e se tornou uma referência. A torcida é responsável por entoar os gritos de guerra nos estádios e acompanha o Furacão em todas as partidas do clube. Suas faixas, caveiras e a bateria são fundamentais para deixar a festa mais bonita e empurrar o time rumo às conquistas.[117][118]
- Ultras: A Associação Independente Ultras do Atlético foi fundada em 18 de setembro de 1992 por Marcelo Lopes (Rato), Jean Claude Lima e Maurício Simões. A torcida inovou ao utilizar camisetas vermelhas com um grande escorpião nas costas,[119] trazendo da Europa a ideologia de um ULTRA. A torcida sempre se diferenciou mesmo não sendo uma grande torcida do cenário nacional e o motivo disso é claro. Ela nasceu para ser diferente, ela não é uma torcida organizada comum, e isto sempre foi mostrado nas arquibancadas do Brasil, materiais e iniciativas.[120]
- Zona Sul Palhaços: A Torcida Zona Sul – Os Palhaços surgiu como um grupo dissidente da principal organizada do Athletico, a Torcida Os Fanáticos. Embora não haja registros detalhados sobre sua criação, ela ganhou notoriedade por atuar na Zona Sul de Curitiba e por compartilhar o mesmo amor ao Club, mas com identidade própria.

#### Extintas
- ETA: No começo de 1972, reunidos os amigos torcedores e com a inspiração da Torcida Organizada Gaviões da Fiel, do Corinthians Paulista, nascia o ETA, termo inspirado pelos anos da ditadura militar. Diziam os fundadores que o nome dava um aspecto de força. Força, aliás, é uma das coisas que a nação athleticana tem de sobra. O símbolo era um capetinha que surgiu depois que as siglas de Club Athletico Paranaense e Esquadrão da Torcida Atleticana foram colocadas juntas surgindo a palavra CAP ETA. Um decalque plástico foi confeccionado, além de uma faixa com um pano branco e letras pintadas em vermelho e preto com os dizeres "Esquadrão da Torcida Atleticana". A faixa foi inaugurada no primeiro jogo do campeonato paranaense de 1972 e causou uma enorme surpresa por parte da torcida.[121]
- Guerrilheiros: A Torcida Guerrilheiros da Baixada foi uma das maiores e mais vibrantes do Estado do Paraná nos anos 80. Formada principalmente por jovens, se caracterizava por levar aos estádios quilos e mais quilos de talco que eram arremessados quando o Furacão entrava em campo. Possuía uma grande faixa rubro-negra com o nome da torcida (“Guerrilheiros da Baixada”) escrito em branco. Esteve presente nos estádios até o título estadual de 1985, quando depois, grande parte de seus integrantes fomentaram o crescimento da Fanáticos, hoje maior torcida athleticana.[122]
- Nação: A ideia de formar uma nova torcida além da TGB Guerrilheiros e da Fanáticos, surgiu em meados de julho de 1983. Num bar de esquina, através dos athleticanos Marcos Mattos, Paulo Roberto Melo e Juarez Taborda, ficou definido que o Athletico teria, a partir de então, muito mais que uma torcida organizada. A Nação configurou-se como um verdadeiro movimento de amor ao Furacão e não somente uma torcida. A camisa vermelha, com o grande coração em preto se fez presente em momentos de muitas alegrias do Athletico e estará para sempre na memória do torcedor athleticano, que teve o prazer de conhecer aquele grupo de jovens amantes do Furacão no começo dos anos 80.[123]

#### Outras
- A Torcida Independente Atleticana surgiu na década de 70. Foi uma torcida de menor expressão, mas que também foi de fundamental importância na época para o clube. Marcou presença nos estádios dando seu apoio total e irrestrito ao Athletico, mas acabou sendo extinta na mesma década de sua fundação.[124]
- Para colorir mais ainda os estádios e principalmente os jogos do Athletico, foi formado em 82 o grupo feminino da ETAFE (Esquadrão da Torcida Feminina do Atlético). São aquelas garotas vibrantes que entram no campo, desfilam, levantam a massa e depois vão torcer nas arquibancadas.[124]
- Jovem - Fundada em 1973. Era formada por filhos de presidentes do clube, algumas mulheres e outras pessoas que não podiam entrar no ETA. Foi a primeira que usou camisa com listras verticais. Existiu até 1976/77.[124]
- Também podemos destacar a Torcida Mirim do Atlético, a TNT, a Garra Rubro-Negra, a Rasta Caldeirão, a Raça Rubro-Negra, a Ressaca Rubro-Negra e a Bafo na Nuca, além da Dragões da Baixada, dentre tantas outras que surgiram para ajudar o Athletico, mas que por motivos de força maior acabaram extintas.[124]

## Patrimônio

### Valor de mercado
De acordo com um ranking de 2018 da consultoria BDO RCS Auditores Independentes, o Athletico Paranaense detinha o décimo terceiro maior valor de mercado do futebol do Brasil, com 162,1 milhões de reais.

### Sedes atuais

#### Arena da Baixada
Seu estádio é o Mário Celso Petraglia, ou Arena da Baixada, antigamente Joaquim Américo Guimarães, popularmente conhecida pelos torcedores apenas como "Caldeirão". O campo da baixada, como era conhecido desde a sua inauguração em 1914, levantado em madeira pelo Internacional (um dos times fundadores do Athletico), teve como jogo inaugural, no dia 21 de dezembro de 1913, a partida entre o Internacional e o Paranaguá, quando o clube curitibano venceu a partida por 3–0.

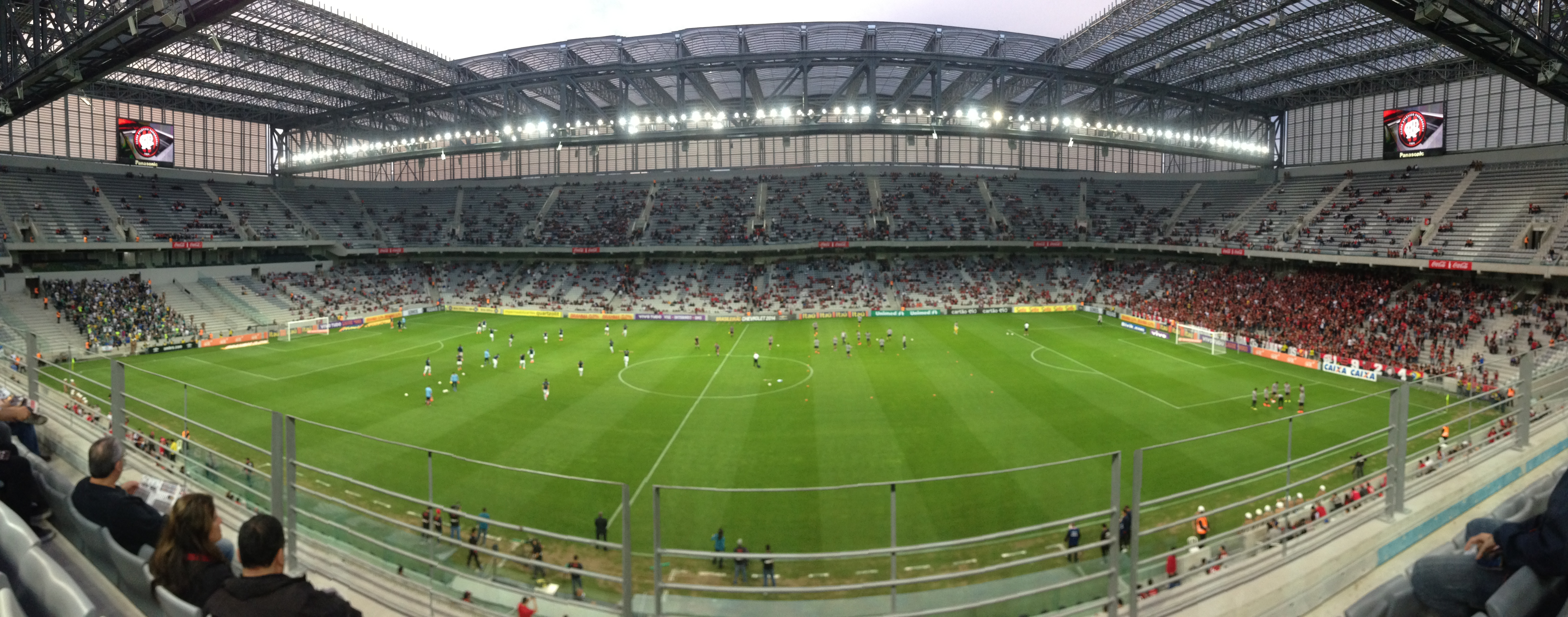
Foto panorâmica de jogo disputado na Arena da Baixada em 2014

A primeira grande reforma da Baixada ocorreu em 1967, com ampliação das arquibancadas. Essa reforma ocorreu com a ajuda dos irmãos Alberto e Alfredo (Caju) Gottardi, ex-jogadores do clube. A segunda reforma aconteceu entre 1992 e 1994, com a construção de um tobogã no gol de fundos. Em 1997 o estádio foi demolido para a construção de uma arena e entre 2012 e 2014, ocorreu a reforma completa para o complemento das arquibancadas e a adaptação aos padrões da FIFA e assim, receber quatro partidas da Copa do Mundo FIFA de 2014.

#### CAT do Caju

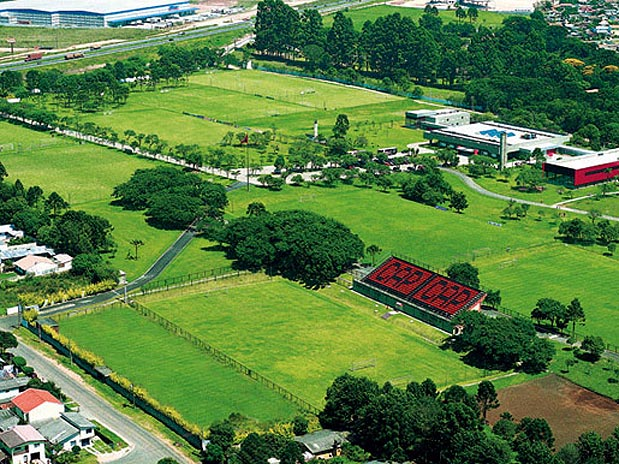
CT do Caju

O Centro Administrativo e Técnico Alfredo Gottardi ou CAT do Caju, é o centro de treinamento do clube. Em 1995, a diretoria recém empossada, desfez-se do antigo Parque Aquático, localizado no bairro do Boqueirão, para viabilizar a construção de um CT. O local foi inaugurado em 26 de junho de 1999 e sua denominação é uma homenagem ao ídolo Alfredo Gottardi. É uma das principais estruturas do mundo para formação de cidadãos e atletas.
Construído no Antigo Hotel Papa João XXII, com uma área total de 220.000 m², o CAT do Caju possui estrutura para receber todas as Categorias de Formação e os times profissionais. O complexo athleticano conta com oito campos (incluindo um miniestádio), campo para goleiros, áreas específicas para desenvolvimento de habilidades motoras, ginásio coberto (utilizado geralmente em dias de chuva), uma quadra oficial de futsal (para trabalhos técnicos e de fundamento com os atletas das categorias inferiores), dois hotéis, dois restaurantes e lavanderia. O espaço engloba ainda duas piscinas térmicas, uma ampla e moderna academia, sauna e banheiras de hidromassagem.
A estrutura destaca também os "quatro ventos" do Athlético : ambição, entusiasmo, rebeldia e inovação, além de outras frases marcantes.

#### CAP S/A
Em novembro de 2011, o clube constituiu uma Sociedade de propósito específico (SPE) com a finalidade de administrar as reformas da Arena da Baixada, obras necessárias para a adaptação ao livro de encargos da FIFA e aos jogos que ocorreram nesta praça esportiva na Copa do Mundo de 2014.
Com a denominação de CAP S/A - Arena dos Paranaenses, a empresa pode contrair empréstimos, ficando assim, estes recursos disponíveis exclusivamente para as obras e não fazendo parte da contabilidade do Clube Athletico Paranaense. Após a conclusão das obras e finalização das dívidas efetuadas pelo CAP S/A, esta empresa será extinta.

### Sedes antigas
O Athletico ao longo da sua história, teve diversas sedes, conforme listadas abaixo:

#### Rua XV de Novembro
O Athletico nasceu oficialmente no coração de Curitiba, em plena Rua XV de Novembro. No início dos anos 20, o local já era considerado a artéria principal da cidade, abrigando bancos, estabelecimentos comerciais e até mesmo a sede da Gazeta do Povo, vizinha do Internacional. Tudo de importante acontecia por lá, sendo o ponto de encontro da elite e dos intelectuais da época.
As primeiras discussões sobre a fusão de Internacional e América aconteceram no Café do Comercio, local preferido de importantes e tradicionais figuras curitibanas daqueles tempos. Como americanos e internacionalistas mantinham suas sedes na Rua XV de Novembro (a do América no número 386 e do Internacional, no 416), naturalmente a primeira sede do clube recém-nascido seria por lá.
Em 21 de março de 1924, no número 416 da Rua XV de Novembro, nasceu o Athletico. O clube, apesar de manter seus jogos na Baixada do Água Verde, manteve a sede administrativa no centro da cidade. Nos primeiros anos de existência, ocupou o andar superior da Casa das Meias, da família athleticana do ex-deputado Jorge Nasser. Além de importantes decisões a respeito dos rumos do novo clube, o local servia para intermináveis jogos de cartas, popular entre a elite curitibana da época.
Muitas decisões aconteceram também nos bares que povoavam o centro da cidade, como o Bar Paraná (ao lado da Casa das Meias) e o Bar Americano (na esquina com a Marechal Floriano). Como as sedes normalmente eram alugadas, o Athletico peregrinou por muito tempo por toda extensão da rua, ocupando diferentes imóveis.
Mais tarde, a sede do Athletico foi transferida para a avenida Marechal Floriano. Nos anos 60, o presidente Aníbal Requião decidiu construir a sede administrativa do clube anexo ao Ginásio da Baixada e o Athletico abandonava, definitivamente, a XV de Novembro, mudando o endereço para a rua Buenos Aires, no Água Verde.

#### PAVOC

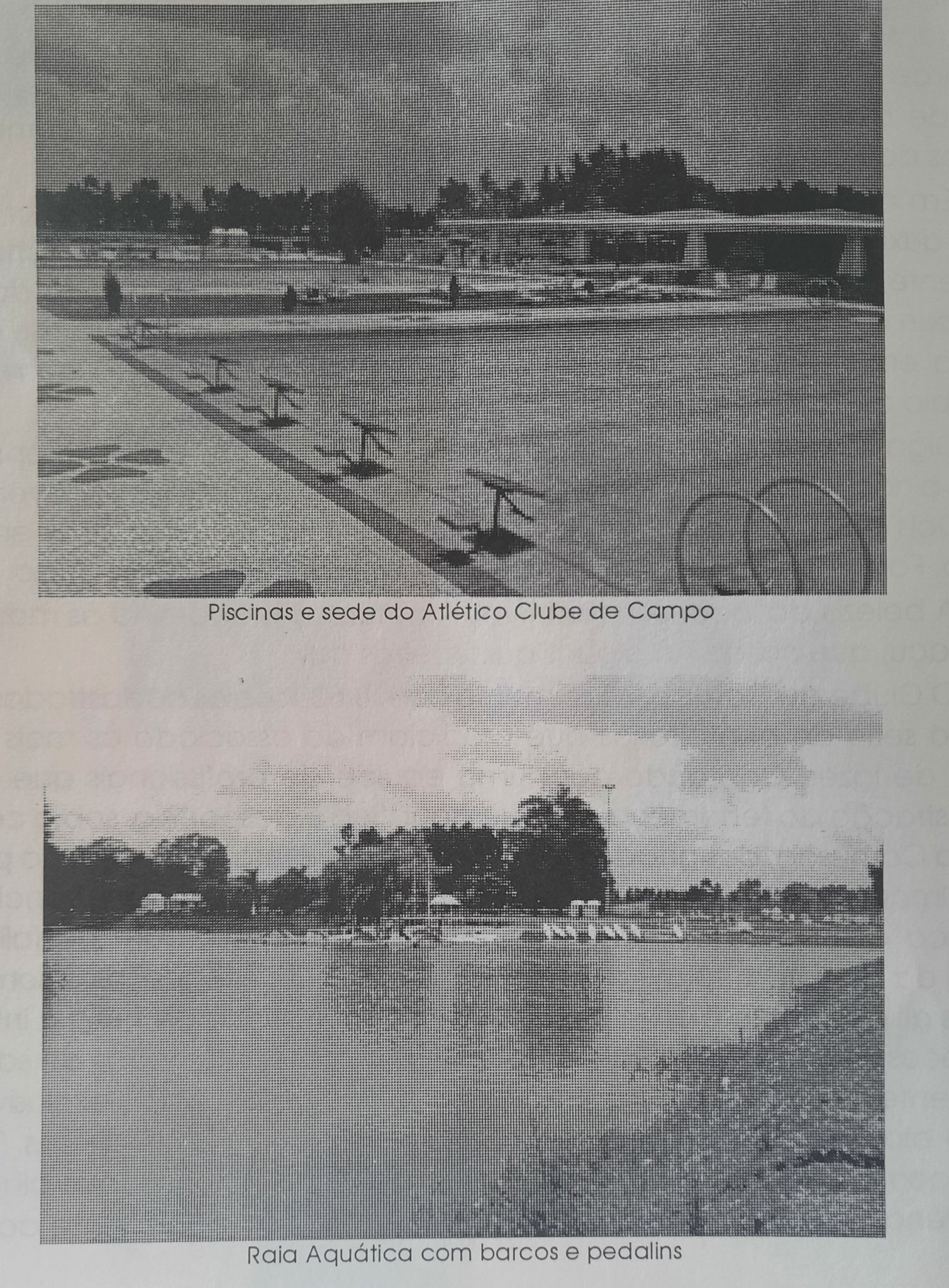
Foto do Jornal do Athletico de 1984, com imagens da antiga sede de campo

Concebido para ser uma Vila Olímpica e fruto da idealização de um pai e de seus filhos esportistas, o PAVOC foi usado como moeda para a construção da nova Baixada e do seu Centro de Treinamento do Caju, no Umbará.
A história começou quando Emilio Cornelsen doou uma grande área de terra, situada na velha estrada que conduzia ao aeroporto Afonso Penna. Enquanto isso, Aryon, Alcir e Ayrton já faziam parte da história do futebol: os dois primeiros foram campeões pelo Coritiba, e Lolô pelo Athletico Paranaense, em 1945. Eleito para a presidência do Coritiba, Aryon permaneceu por sete anos no cargo, até que em 1958, iniciou a concretização do sonho de seu pai e de seu irmão mais velho Alcyr, o Cezico. A ideia era transformar as arquibancadas de madeiras do Estádio Belfort Duarte, castigadas pelo tempo, em um gigante de concreto armado: o Couto Pereira.
No ano de 1963, Emilio Cornelsen morreu, sendo vítima da leucemia. Como herança, Aryon recebeu a área do PAVOC e adquiriu os lotes vizinhos, completando 400 mil m². Um ano depois, solicitou os trabalhos de Lolô para realizar um projeto que viabilizasse a primeira Vila Olímpica brasileira em forma de clube social para a sua Organização Aryon Cornelsen (OARCO). Assim, a vila passou a fazer parte da estrutura esportiva do Coritiba, com campos treinamento e uma sede de campo de apoio. A partir de 1966, o PAVOC se tornou uma referência curitibana, a partir do projeto de Lolô, que em 1974, veio de Portugal para expor o projeto para o então prefeito Jaime Lerner.
Um dos objetivos do projeto era fazer com que a Vila Olímpica se tornasse autossustentável com o fluxo de turistas, ou seja, as divisas seriam fundamentais para a sua manutenção. Na terceira fase do empreendimento, caso fosse desenvolvida dentro dos planos estabelecidos, se resumia na construção de um hotel de categoria internacional, com 260 apartamentos de luxo e 50 suítes. Posteriormente, novos desejos foram incrementados ao projeto: a construção de um restaurante de 70 m de altura, tendo um piso giratório e um cinema ao ar livre para 1 300 espectadores.
A Vila Olímpica possuía cinco campos de futebol construídos: um com medidas oficiais e drenagem, tendo como característica principal a grama importada do Uruguai; e dois de pelada - um deles com areia. A série de campos foi completada com outros dois com 40 x 60, com piso de grama, mas que se prestava aos associados que não se identificavam com a área para praticar o futebol. Um outro campo seria construído e serviria para treinamentos do Coritiba, com duas arquibancadas em volta do gramado, uma pista de atletismo e caixas para salto. Tudo de acordo com as normas exigidas pelo comitê do esporte olímpico. Canchas de basquete (uma delas coberta), stand para tiro ao alvo, arco e flecha, futebol de salão, vôlei, tênis, mini golfe, entre outros esportes, complementariam o conjunto da Vila Olímpica.
Por fim, Aryon Cornelsen fez de tudo para que o Coritiba recebesse o clube PAVOC, chegando até a planejar a venda dos carnês e das cotas para associados. Porém, motivos internos do clube alviverde, restou a Aryon levar a mesma proposta ao Athletico Paranaense. Segundo o contrato, Aryon se responsabilizava pela venda de carnês para sócios, durante sete anos. Terminando o prazo, independentemente do que acontecesse, a propriedade ficava para o clube. Foi quando se descobriu a cláusula de transferência de propriedade que as vendas caíram. Aryon não conseguiu arrecadar o necessário para viabilizar o projeto, e terminado o tempo de contrato, o PAVOC acabou indo inteiramente de graça para o Athletico.
Após uma negociação com o Governo Estadual, hoje a área pertence ao Batalhão da Polícia Florestal.

#### Ginásio

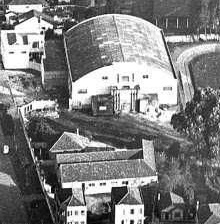
Foto do jornal do Athletico de 1984 com vista aérea do antigo Ginásio.

Quando assumiu o Athletico, em 1947, o presidente João Alfredo Silva tinha como uma das metas aumentar o patrimônio do clube. Incentivado pelo filho, Jofre Cabral e Silva, idealizou e iniciou a construção do Ginásio de Esportes da Baixada. Jofre era muito ligado às atividades amadoras athleticanas e amante do basquete. A comissão de obras ficou sob responsabilidade de Aníbal Requião que, o lado de Jofre, se constituiu num dos maiores responsáveis pela concretização do espaço. Porém, a falta de incentivos financeiros emperraram o início das obras. Apenas em 1949, no ano em que o Furacão encantava os quatro cantos do estado, o clube começou a erguer o ‘Gigante', como carinhosamente era chamado o local.
Em 1950, no dia do aniversário do Athletico, o governador Moisés Lupion concedeu empréstimo de Cr$100.000,00 ao Rubro-Negro para auxiliar nas obras. Mesmo assim, o espaço só foi inaugurado em 1956, com a realização do Campeonato Brasileiro Feminino de Basquete, vencido pela Seleção do Rio de Janeiro. Em homenagem ao seu idealizador, o local foi batizado de “Ginásio de Esportes João Alfredo Silva”, mas ficou popularmente conhecido como “Ginásio do Atlético”.
Palco das mais variadas atividades sócio esportivas, o ginásio se notabilizou por lutas de boxe, nos áureos tempos de Caninin, campeonatos de basquete, até circo e, principalmente, o carnaval. Por vários anos, o tradicional Clube Curitibano alugou o espaço para a realização dos bailes da Festa do Momo. Nos anos 80, o “Carnaval do Atlético” era considerado o mais popular de Curitiba.
Durante muitos anos, a rivalidade entre Athletico e Coritiba saiu dos limites dos gramados e invadiu, também, as quadras. Os jogos de basquete geraram verdadeiras guerras da dupla Atletiba, entrando para a história do esporte do estado.
Em 1963, o então presidente athleticano José Pacheco Neto decidiu implantar no ginásio o conceito de “multifuncionalidade”. No dia 15 de novembro, o espaço foi reinaugurado, depois de passar por uma série de reformas. Além da implantação de um departamento de fisioterapia, que durante muito tempo foi referência no Paraná, o local dispunha também de um Instituto Hidroterápico, com saunas, duchas e salas de massagens. Para garantir o conforto de todos, foram construídas salas de jogos, bar, um restaurante e a principal sensação da época: o “gelorama”. Para inaugurar a pista de gelo do Athletico, foi convidada para uma apresentação a famosa patinadora inglesa Pamela Ash Worth.
Nos dias 02 e 03 de junho de 1968, a alegria que sempre prevaleceu no "Ginásio do Atlético" deu lugar a uma súbita tristeza, com o velório de Jofre Cabral e Silva. Ele, que foi o mentor de toda aquela estrutura, teve como palco de despedida uma de suas maiores realizações. Coberto com a bandeira athleticana, Jofre foi reverenciado por milhares pessoas, no maior enterro que Curitiba já presenciou.
Mesmo sem a supervisão de seu criador, o ginásio continuou imponente, sendo palco de partidas das equipes amadoras do Athletico, além de ser a casa do time de futsal do clube, de onde saiu grandes jogadores, como Paulo Rink. O ginásio foi mantido até 1995, quando foi demolido para dar lugar à arquibancada móvel da velha Baixada.

#### Colombo
No dia 2 de setembro de 1970, os principais jornais paranaenses noticiavam a inauguração da sede campestre do Athletico, sendo a primeira etapa que corresponde à concentração dos jogadores, localizada no 15 km da estrada Curitiba-Colombo. Num reconto bonito e aprazível, a sede possuía uma casa em forma de “U”, com quase 300 m² de área construída, possuindo ampla sala para refeições, sala-de-estar, copa-cozinha, despensa, sete dormitórios (com capacidade para três pessoas cada um), três banheiros, uma sala destinada ao Departamento Médico, massagens, rouparia e descanso. Havia também, várias churrasqueiras no bosque de entrada da sede.
A sede da área campestre do Athletico continha 11 alqueires e foi adquirida no mês de abril, por escritura de compromisso de compra e venda, pelo preço de Cr$ 130.000,00. A compra, conforme deliberação do Conselho Deliberativo do Atlético, teve por finalidade garantir os direitos dos adquirentes dos títulos da ex-chácara situada na estrada Curitiba-Ponta Grossa, que tinha uma área com cerca de quatro alqueires. Vale lembrar que a aquisição foi ideia do presidente Rubens Passerino de Moura.
Isso representou uma melhoria importante no patrimônio do clube, mesmo porque o terreno possuía luz elétrica, água encanada, com três construções, sendo que a primeira havia sido entregue uma semana antes. Já a segunda serviu de residência para um chacreiro e, por fim, a terceira, de alvenaria, teve a sua construção finalizada algumas semanas depois. Esta, uma casa com 300 m², que foi destinada para ser a sede social, tinha uma cobertura de laje de concreto, onde faltou apenas, num primeiro momento, a colocação de tacos e vidros, além da pintura. A sede também ofereceu recreação para os sócios, com os campos de pelada, canchas de bocha e parque infantil.

#### Engenheiro Rebouças
Pouca gente poderia imaginar que aquela antiga distribuidora de cerveja e chope fosse tornar-se sede do maior time de futebol do Paraná.
A distribuidora, diga-se, era bastante frequentada, principalmente em dias de jogos do Athletico. Mas a história athleticana teve início ali em 1997, logo no início do ano, quando a Comissão Gestora pôs abaixo o antigo Joaquim Américo para erguer a majestosa Arena da Baixada.
O casarão foi alugado pela diretoria rubro-negra e serviu de sede até que a parte administrativa do Furacão pudesse ser transferida para a sede atual, na Rua Petit Carneiro.
No fim da Engenheiros Rebouças, foi criada a primeira loja de venda produtos do Athletico. Era a inauguração de uma loja exclusivamente athleticana, com chaveiros, botons, camisas, camisetas, bandeiras e muitos outros artigos relativos ao Athletico. Lá também era feita a venda antecipada de ingressos, com filas que iam até quase a sede da Torcida Os Fanáticos, como nas finais de 1998.
Nesse verdadeiro QG athleticano, pagava-se o carnê de sócio torcedor e também foi assinado o contrato de jogadores que se tornaram ídolos, como Cocito, Gustavo e Lucas.
Mas talvez o fato mais marcante do Casarão da Rebouças, foi a resistência athleticana em meados de 1997. Após as acusações mostradas pela TV de que, entre outros times, o Athletico também estava dentro de um esquema de corrupção de árbitros, comandado pelo Diretor da Comissão de Arbitragens da CBF, Ivens Mendes, e posterior suspensão das atividades do Furacão por um ano, o Casarão virou o centro das manifestações pró-justiça.
Todos os movimentos foram coordenados ali, desde a coleta de mais de 100 mil assinaturas pedindo a revisão do caso, como protestos com caminhão de som e presença de centenas de torcedores.
Em frente ao Casarão da Rebouças, um torcedor usando máscara, acorrentou-se a uma árvore, entrou em regime de greve de fome e disse que só sairia daquele estado após o STJD da CBF anular a decisão, que suspendia as atividades do Atlético por um ano e impedia terminantemente que o então presidente Mário Celso Petraglia tivesse ligações com o futebol.
Foi uma árdua luta, uma grande batalha em que o Athletico ainda conseguiu sair vencedor, graças a força de sua torcida que não se calou frente a tamanha injustiça, indo inclusive ao Rio de Janeiro quando foi julgado o recurso impetrado pelo departamento jurídico athleticano.
Desde setembro de 1999 o Athletico deixou o Casarão. Depois, seu pátio serviu de estacionamento para veículos em dia de jogos e atualmente está em reformas onde dará lugar a um conjunto de escritórios.

## Clássicos e rivalidades

### Atletiba
O Atletiba é o nome do clássico disputado entre Athletico e Coritiba, considerado o mais tradicional da capital paranaense e uma das maiores rivalidades brasileiras.
O primeiro confronto oficial considerado válido para as estatísticas se deu em 8 de junho de 1924, no Parque Graciosa, pelo Campeonato Paranaense, em que o Coritiba goleou o Athletico pelo placar de 6 a 3. De acordo com athleticanos, o primeiro confronto teria ocorrido anteriormente, em 20 de abril de 1924, logo após a fundação do Athletico, numa disputa de trinta minutos em que venceu o estreante por 2 a 0. A validade de tal exibição é contestada pois não se tratava de uma partida oficial com noventa minutos de duração.

### Paratico
O clássico Paratico é a rivalidade entre Athletico e Paraná Clube.
Ambos confrontaram-se no primeiro (e até então único) clássico paranaense realizado por uma competição internacional, pela Copa Sul-Americana de 2006. Os resultados foram de vitória athleticana, por 1 a 0 na Arena da Baixada e outra por 3 a 1 no Pinheirão. O time tricolor acabou eliminado pelo Rubro-Negro.

### Interestaduais
O Athletico desenvolveu ao longo da sua trajetória, rivalidades com clubes de fora do Estado do Paraná, motivadas por polêmicas ou histórico de jogos eliminatórios entre os clubes, tais como São Paulo, Bahia e Flamengo.
Dentre as rivalidades cultivadas, a que mais se destaca é frente ao Tricolor Paulista. 

## Outros esportes e modalidades

### Futsal
A Federação Paranaense de Futebol de Salão tem no Club Athletico Paranaense um dos seus fundadores.
Com tradição no "esporte da bola pesada", o Rubro-Negro entre a década de 80 até 1994, conquistou seguidos títulos nas categorias inferiores, em cujos campeonatos a sua simples presença foi motivo de sucesso.
- Campeão metropolitano da categoria mamadeiras, em 1989.
- Campeão da Taça Cidade de Curitiba, categoria mamadeiras, em 1989.
- Campeão da Taça Cidade de Curitiba, categoria fraldinhas, em 1990.
- Campeão metropolitano, categoria fraldinhas, em 1990.
- Campeão da Taça Cidade de Curitiba, categoria infantil, em 1994.
- Campeão da Taça Cidade de Curitiba, categoria infanto-juvenil, em 1994.
- Campeão da Taça Cidade de Curitiba, categoria pré-mirim, em 1994.

A modalidade foi descontinuada com a demolição do antigo Ginásio João Alfredo Silva em 1995.

### Basquete
Desde os tempos do Internacional, introdutor do basquete em Curitiba, em 1919, época em que essa modalidade esportiva era conhecida por "cestobol", e depois de sua fusão com o América, o Athletico e sempre teve destaque nas suas participações em desportos olímpicos, fazendo muitos campeões paranaenses e brasileiros, e alguns com participações internacionais.
No basquete, muitos títulos foram conquistados, como nos anos de 1935, com Luiz Cecatto, Yves Legat, Guilherme Catrambry, Horácio Mancini, Alcides Maciel e Aleixo Krause.
Em 1939, Osni Vasconcelos, Luiz Cecatto, Oswaldo Andrade (Pixe), João de Deus Batista, Horácio Mancini, João Soika, José F. Fernandes, Joaquim Peixoto e Aírton G. Pombo, conquistavam mais um título para as cores rubro-negras, fato que se repetiria no ano de 1941, com João de Deus Balista, João Soika, Abílio Ribeiro (presidente do Atlético entre 1956 e 1959, sendo campeão em 1958), Luiz Cecatto, Celso Meyer, Wilson Machado, Edson Medeiros e José Correia de Almeida.
Em 1949, voltava o Atlético a brilhar no basquete paranaense, doutorando-se em "bola ao cesto", os atletas Jaime Camargo Simões, João Tozzello, Ronaldo Machado da Luz (Jacaré), Osvaldo Casteri Facini, Sérgio Lopes Guimarães, Arquimedes de Grandi, Nicolau Pederneira e Ivo Rocha Costa sob o comando de Luiz Cecatto.
Nesse ano, tão brilhante foi o desempenho do Athletico em todas as competições, que a diretoria resolveu, em novembro, criar uma solenidade "sui generis" em terra brasileira: conferindo o grau de doutor em "bola ao cesto" aos naquela ocasião formandos, concomitantemente à formatura ocorrida com os acadêmicos componentes do Furacão, no futebol, numa justa homenagem àqueles que frequentaram a velha baixada da Agua Verde, transformada, de repente, em Universidade Rubro-Negra de Desportos.
A festa de "formatura" foi realizada no Clube Curitibano, em 8 de dezembro de 1949.
A qualidade dos 'doutores' foi tão expressiva que conquistaram também os títulos de 1950, 1951 e 1952, garantindo o tetracampeonato de basquete. Esse feito, extraordinário e grandioso, está para sempre registrado na história rubro-negra.
Nos anos oitenta, sob o comando do professor Romildo Fagundes, o basquete feminino também conquistou títulos.

### Atletismo
Nas décadas de trinta e quarenta, o Athletico Paranaense também pontificou no atletismo, conquistando incontáveis títulos, com significativos recordes dos atletas Ramos Afonso, Jair Mattos, Eduardo Casperski, Hamilton Saporski Dallin, Guilherme Catrambry e Z. Lins. 

### Tiro
Uma modalidade de esporte de certa forma elitizada, mas que no Athletico era praticado desde a sua fundação. Os capitães Dilermando Assis, Amority Osório e Teimo Borba, mais Heitor Requião, nas décadas iniciais da existência rubro-negra, inscreveram seus nomes na história, por terem envergado a jaqueta athleticana em diversas competições locais e no âmbito nacional. A família Amaral - Eugênio, pai, e Leonel, filho - constituíram-se em expressivos destaques desde os anos cinquenta, Leonel foi integrante da Seleção Brasileira de Tiro em várias competições internacionais.

### Ciclismo
Marcantes foram os anos cinquenta na história do ciclismo paranaense. A presença dos atletas José Kalkbrenner, Alfredo Kalkbrenner, Garibaldo Muoio, Adir de Lima, Wanderley e Waldemar Erdesdobler, Acir Santos e Alvino Marconcin, marcaram essa época com as cores rubro-negras, pois levaram a bandeira do Furacão aos mastros representativos das vitórias conquistadas. Na década de noventa, com uma grande equipe, onde despontou o jovem atleta Gerson Feix, o Athletico voltou a brilhar no velocismo paranaense e brasileiro.

## Guias de jogos

### Preliminar
Preliminar foi uma revista tipo match guides (em português: guias de jogos) do Club Athletico Paranaense. A revista era editada e entregue no estádio Kyocera Arena nos dias de jogos do clube. O conteúdo deste periódico fazia referente aos detalhes do confronto, do adversário, do campeonato em questão, estatísticas e reportagens especiais e curiosidades.
Seu lançamento ocorreu em abril de 2006 no jogo contra o Fluminense. O periódico foi editado entre 2006 e 2008 e foi substituída pelo revista Uh! Caldeirão.

### Uh! Caldeirão
A Uh! Caldeirão foi uma revista brasileira de conteúdo futebolístico do Club Athletico Paranaense. O periódico foi o guia oficial do CAP para os jogos do clube dentro da Arena da Baixada.
Em um formato de 14,8 cm x 21 cm, a revista era distribuída gratuitamente em cada partida dentro do estádio athleticano e sua tiragem era de aproximadamente 10 mil exemplares para os jogos do Campeonato Paranaense, 15 mil exemplares nos confrontos da Copa do Brasil e de 15 a 20 mil nas disputas do Campeonato Brasileiro. Com informações sobre o jogo que iria acontecer (na ocasião da sua distribuição), tanto do Athletico como do time adversário e sobre a competição da disputa. A revista não possuía periodicidade definida, pois suas edições ocorriam conforme a sucessão de jogos realizados dentro do Estádio Joaquim Américo Guimarães.
A primeira edição da revista circulou no confronto entre o CAP e o Corinthians Paulista no sábado, dia 27 de junho de 2009, pela 8° rodada do Campeonato Brasileiro. O destaque desta edição foi a estreia, no time paranaense, do técnico Waldemar Lemos.
A revista foi a substituta do periódico Preliminar, lançada em maio de 2006 como o Guia de Jogo Oficial do clube e também distribuído gratuitamente nos dias de jogos na então Kyocera Arena. Este conceito (guia oficial de jogo), o CAP copiou nos moldes dos clubes ingleses que editam os chamados match guides.
A Uh! Caldeirão teve sua última edição no dia 5 de dezembro de 2010 (última rodada do Brasileirão 2010) quando o Rubro-Negro Paranaense ganhou de 1 a 0 do Avaí. A revista foi substituída pelo “Guia de Jogo Oficial do CAP”, num conceito mais simples, compacto e adaptado aos “match guides” esportivos norte-americano e do futebol europeu, sendo diferente do formato "revista" que possuía a Uh! Caldeirão. O novo guia (Guia de Jogo Oficial do CAP) estreou no jogo contra o Corinthians Paranaense, na noite de 10 de março de 2011, pelo Campeonato Paranaense de 2011.